# 查爾斯三世
查爾斯三世（1948年11月14日—），全名查爾斯·菲利普·亞瑟·喬治（Charles Philip Arthur George），現任英国及其他大英國協王國國王、大英國協元首。
查爾斯出生於白金漢宮，當時他的外祖父喬治六世在位。1952年，其母伊莉莎白二世繼位後，他成為王儲。1958年，他被封為威爾斯親王，並於1969年舉行封爵典禮。他曾就讀於契姆學校和哥頓斯通學校，其後在澳洲維多利亞州的吉朗文法學校所屬提姆伯特普校區度過六個月。在完成劍橋大學歷史學位後，查爾斯於1971年至1976年間在英國皇家空軍和英國皇家海軍服役。1981年，他迎娶了戴安娜·史賓沙女爵。兩人育有二子：威爾斯親王威廉與薩塞克斯公爵哈利王子。在多年分居後，由於雙方皆公開承認婚外情，查爾斯與黛安娜於1996年離婚。黛安娜於次年因車禍傷重不治。2005年，查理斯與長期伴侶卡蜜拉·帕克·鮑爾斯結婚。
作為王儲，查爾斯代表其母親履行官方職責與公務，並代表英國進行海外訪問。他於1976年創立親王信託基金，贊助親王慈善基金會，並擔任超過800個其他慈善機構與組織的贊助人或主席。他倡導保護歷史建築，並強調傳統建築對社會的重要性。基於此理念，他推動建立了實驗性新城鎮龐德伯里。身為環保主義者，查爾斯在管理康瓦爾公國領地期間支持有機農業與應對氣候變遷的行動，為此獲得獎項與肯定，但也招致批評；他同時是基因改造食品的主要反對者，而其對替代醫學的支持亦引發爭議。他撰寫或合著了17本書籍。
查爾斯在2022年其母親去世後繼位成為國王。時年73歲的他成為英國歷史上即位時最年長的君主，此前他已是英國史上在位時間最長的王儲和威爾斯親王。其在位期間的重大事件包括2023年舉行的加冕典禮，以及次年確診癌症而暫時停止了原定的公開活動安排。

## 早年生活、家庭及教育

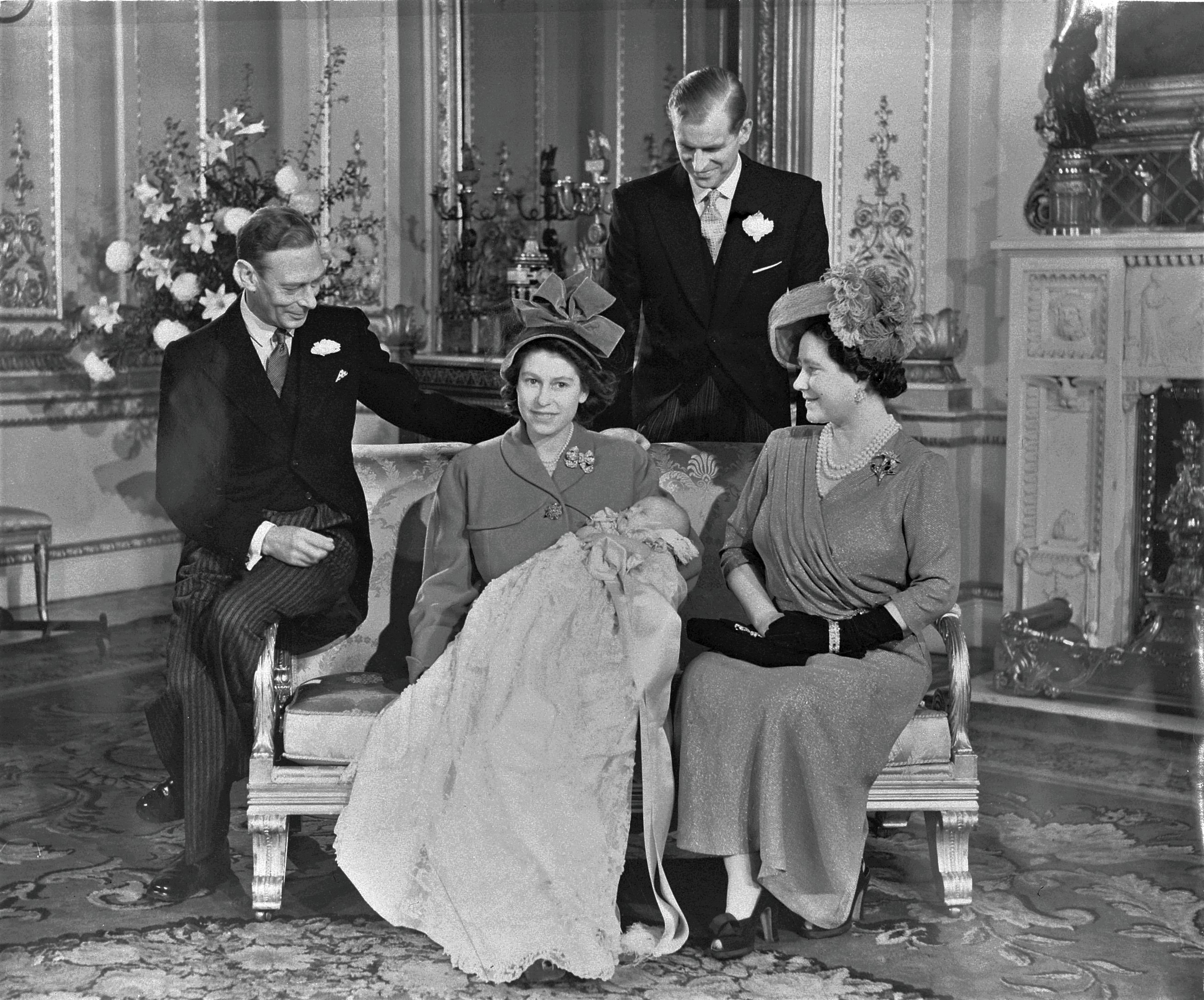
1948年，出生不久的查理斯受洗，同場有母亲伊丽莎白公主、父亲愛丁堡公爵菲利普親王、外祖父乔治六世和外祖母伊麗莎白王后

查爾斯於1948年11月14日格林尼治標準時間21時14分，在白金漢宮以剖腹產方式出生，當時其外祖父喬治六世在位。他是愛丁堡公爵夫人伊丽莎白公主（後為女王伊丽莎白二世）與愛丁堡公爵菲利普的長子。其父母後來又育有三名子女：安妮（生於1950年）、安德魯（生於1960年）與愛德華（生於1964年）。1948年12月15日，他在白金漢宮音樂廳由坎特伯雷大主教謝菲·費雪施洗，取名「查爾斯·菲利普·亞瑟·喬治」。
喬治六世於1952年2月6日逝世後，查爾斯的母親繼位為伊莉莎白二世；查爾斯隨即成為王儲。根據1337年愛德華三世的特許狀，作為君主最年長的兒子，他自動獲得了傳統頭銜：康沃爾公爵，以及在蘇格蘭貴族體系中的羅撒西公爵、卡里克伯爵、倫弗魯男爵、群島領主與蘇格蘭親王兼大總管等頭銜。次年，查爾斯在西敏寺參加了母親的加冕典禮。
查爾斯五歲時，凱瑟琳·皮布爾斯（Catherine Peebles）成為他的女家庭教師，負責在白金漢宮督導他的教育。他隨後於1956年11月進入西倫敦的希爾豪斯學校就讀。查爾斯成為首位不依賴私人教師、而是進入學校接受教育的王儲。他並未在校長斯圖爾特·湯恩德中獲得特殊待遇——這位創校人曾建議女王讓查爾斯練習足球，因為球場上的男孩們從不對任何人表現出恭敬。查爾斯後來接續進入父親曾就讀的兩所學校：1958年起在漢普郡的契姆學校，隨後於1962年4月轉赴蘇格蘭東北部的高登斯頓學校。多年後，他在2024年5月成為高登斯頓學校的贊助人。
1994年，在喬納森·丁布爾比獲查理斯授權出版的傳記中，查爾斯的父母被描述為在身體和情感上都疏遠，菲利普親王因無視查爾斯敏感的天性而受到指責，包括強迫他就讀高登斯頓學校，並在那裡遭受霸凌。儘管查爾斯據稱將以嚴苛課程著稱的高登斯頓形容為「穿著蘇格蘭裙的戰俘監獄」，但他後來稱讚該校，表示它教會他「許多關於自身能力與局限的認知」。他在1975年的一次採訪中說，他「很高興」曾就讀高登斯頓，並認為該校的「嚴苛程度被過分誇大」。
1966年，查爾斯在澳洲維多利亞州的吉朗文法學校提姆伯特普校區度過了兩個學期，期間他與歷史導師麥可·柯林斯·珀斯（Michael Collins Persse）一同前往巴布亞紐幾內亞進行學校旅行。1973年，查爾斯形容在提姆伯特普的時光是他整個學習生涯中最愉快的部分。返回高登斯頓後，他效仿父親成為學生領袖（head boy），並於1967年離開學校，取得六門普通教育文憑普通程度證書及兩門普通教育高級程度證書考試成績，歷史和法語分別獲得B和C級。關於自己的教育經歷，查爾斯後來評論道：「我並沒有像可能的那樣享受校園生活；但那只是因為我在家比在任何地方都更快樂。」
查爾斯打破王室傳統，他在完成高級程度證書後並未加入英國軍隊，而是直接進入大學就讀。1967年10月，他獲錄取進入劍橋大學三一學院，在劍橋大學Tripos制度的第一階段先修讀考古學與人類學，隨後在第二階段轉至歷史系。在第二年期間，他曾在位於阿伯里斯特威斯的亞伯威爾斯大學學院就讀一學期，研習威爾士歷史與威爾士語。查爾斯於1970年6月從劍橋大學畢業，成為英國首位取得大學學位的王儲，並獲得二等乙級文學學士學位。依照劍橋大學慣例，他的文學學士位於1975年8月自動晉升為文學碩士。

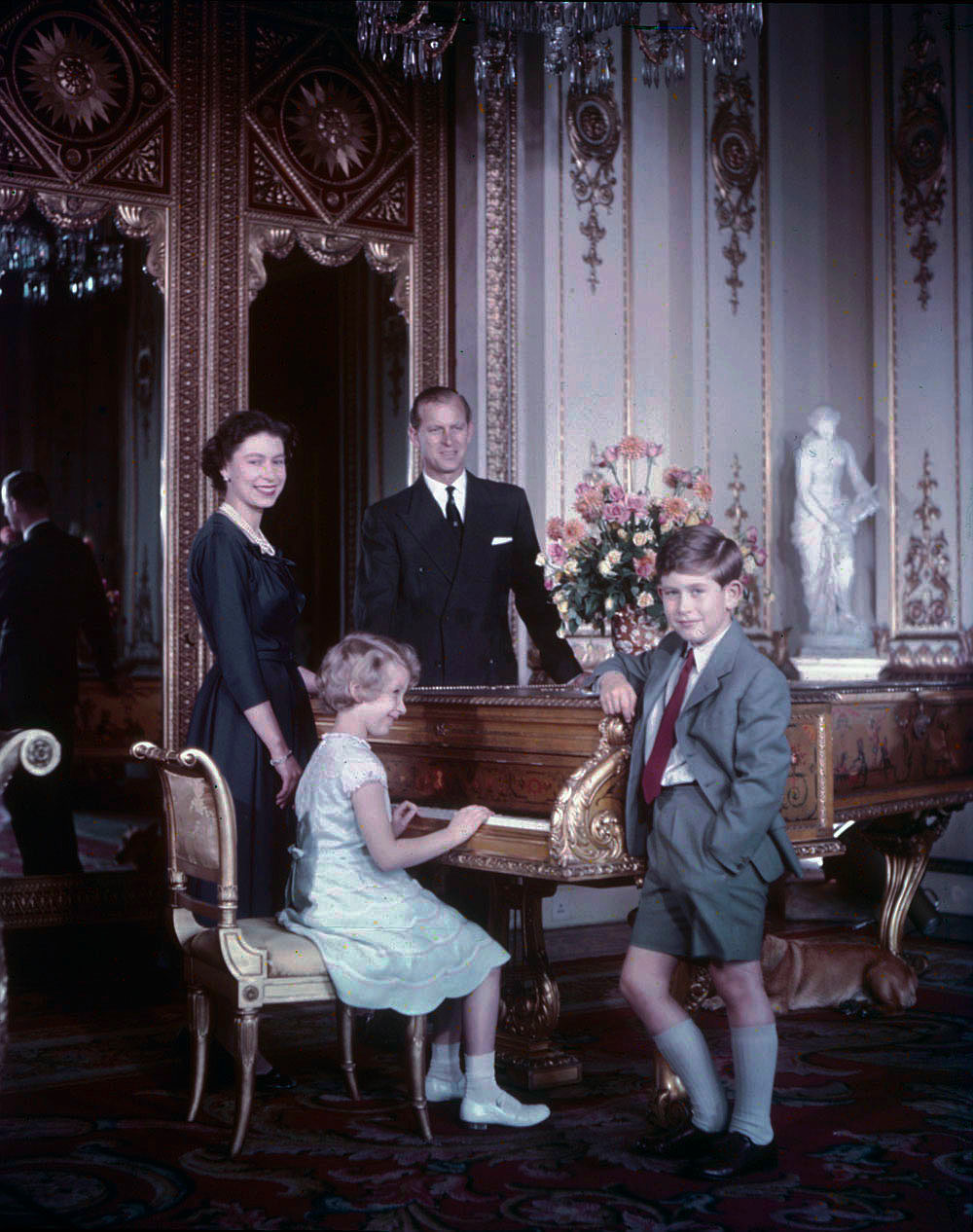
1957年10月，查理斯與父母及妹妹安妮公主合照

## 威爾斯親王
查爾斯於1958年7月26日受封為威爾斯親王和切斯特伯爵，但其封爵典禮直到1969年7月1日才舉行，當時他在卡那封城堡由母親主持的電視轉播典禮上加冕。由於威爾斯民族主義情緒高漲，這場授勳在威爾斯引發爭議。次年，他正式進入英國上議院，並於1974年6月13日發表首次演說，成為自1884年的威爾斯親王愛德華以來首位在議事廳發言的王室成員，後於1975年再次發言。
查爾斯開始承擔更多公共職責，於1976年創立親王信託基金，並於1981年出訪美國。1970年代中期，在澳洲總理馬爾科姆·弗雷澤的建議下，查爾斯曾表示有意擔任澳洲總督；然而由於公眾反應冷淡，該提議最終未能實現。對此查爾斯評論道：「當你準備好要做些事情幫忙，卻被告知『不需要你』時，你該作何感想？」

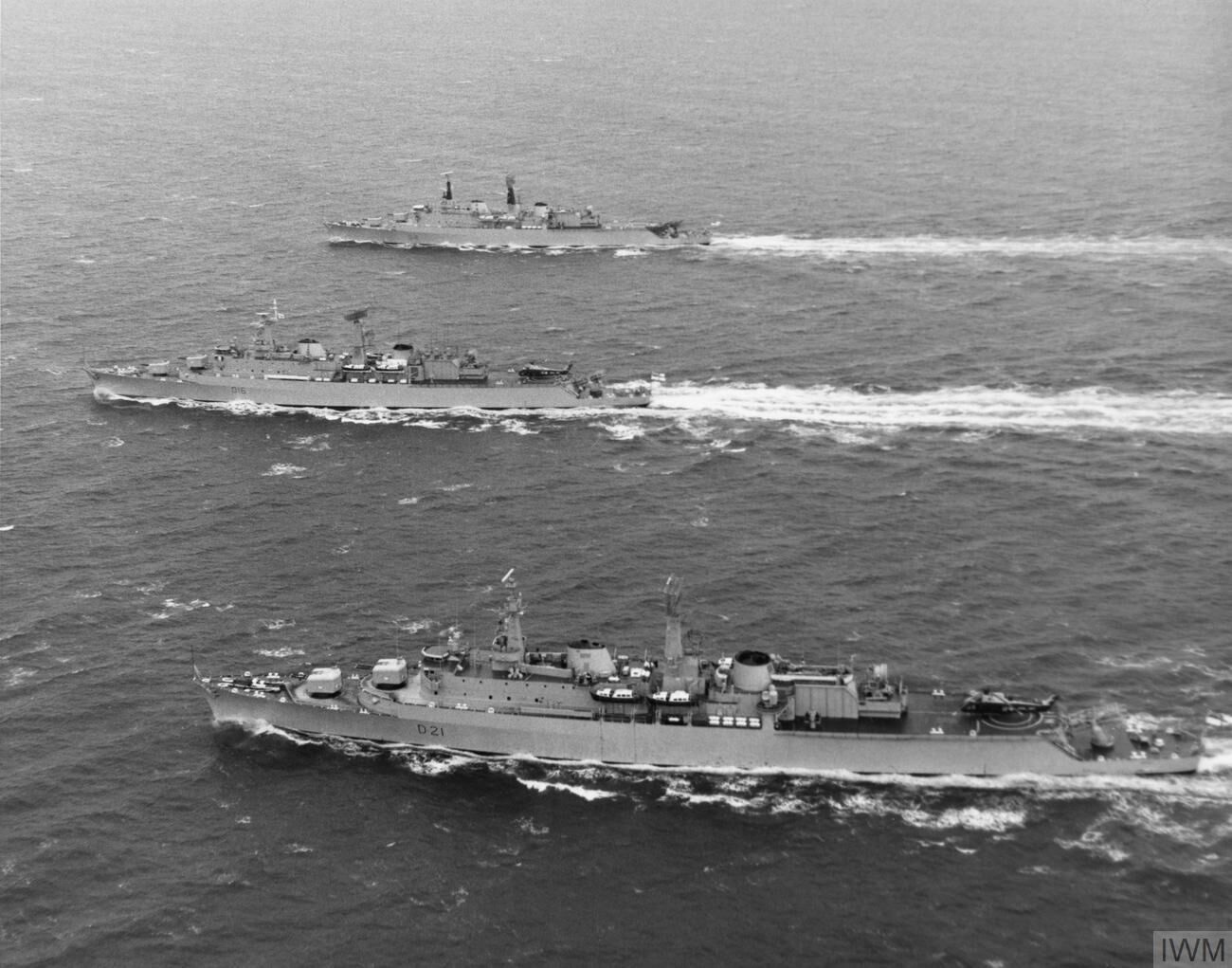
（由近至遠）1971年12月，諾福克號驅逐艦、倫敦號驅逐艦與安特里姆號驅逐艦在英吉利海峽參與皇家空軍聯合演習後航行。此時查爾斯正服役於「諾福克號」。

### 军事生涯
查爾斯於1970年代曾在英國皇家空軍和英國皇家海軍服役。他的軍事訓練始於1969年，當時他正在劍橋大學就讀第二年，期間透過劍橋大學航空中隊接受皇家空軍訓練，學習駕駛花栗鼠教練機，並於1971年8月獲頒皇家空軍飛行胸章。
在那年九月的結業閱兵後，查爾斯開始了他的海軍生涯，並在不列顛尼亞皇家海軍學院參加了為期六週的課程。完成海軍訓練後，他先後於1971年至1972年在導彈驅逐艦諾福克號、1972年至1973年在護衛艦密涅瓦號，以及1974年在護衛艦朱庇特號上服役。同年，他還在耶奧維爾頓皇家海軍航空站取得直升機飛行員資格，並在直升機飛行員訓練期間於利姆史東皇家海軍陸戰隊訓練中心接受了突擊隊訓練。此後，查爾斯加入了艦隊航空兵所屬的皇家海軍陸戰隊空中支援中隊——845海軍航空中隊，作為飛行員在赫爾墨斯號巡洋艦上操作威塞克斯式直昇機的皇家海軍陸戰隊突擊隊型號。
查爾斯自1976年2月9日起指揮沿海掃雷艦布羅寧頓號，並於10個月後以皇家海軍中校軍階退役。兩年後，在1977年被任命為英國陸軍傘兵團榮譽團長後，他參加了布里茲諾頓皇家空軍基地的跳傘訓練課程，並成為第841a期跳傘課程學員。查爾斯在1994年因駕駛英國宇航146型飛機飛機於艾拉島迫降後放棄飛行。當時他是受邀操作飛機的乘客，事後調查委員會認定機組人員存在過失。

### 感情經歷及婚姻

#### 青年時期
年輕時，查爾斯曾與多位女性傳出戀情。他的交往對象包括時任英國駐西班牙大使約翰·羅素之女喬治安娜、第八代威靈頓公爵瓦勒良·韋爾斯利的女兒珍·威爾斯利女爵、達維娜·謝菲爾德、莎拉·史賓沙女爵、以及後來成為他第二任妻子的卡米拉·尚德。

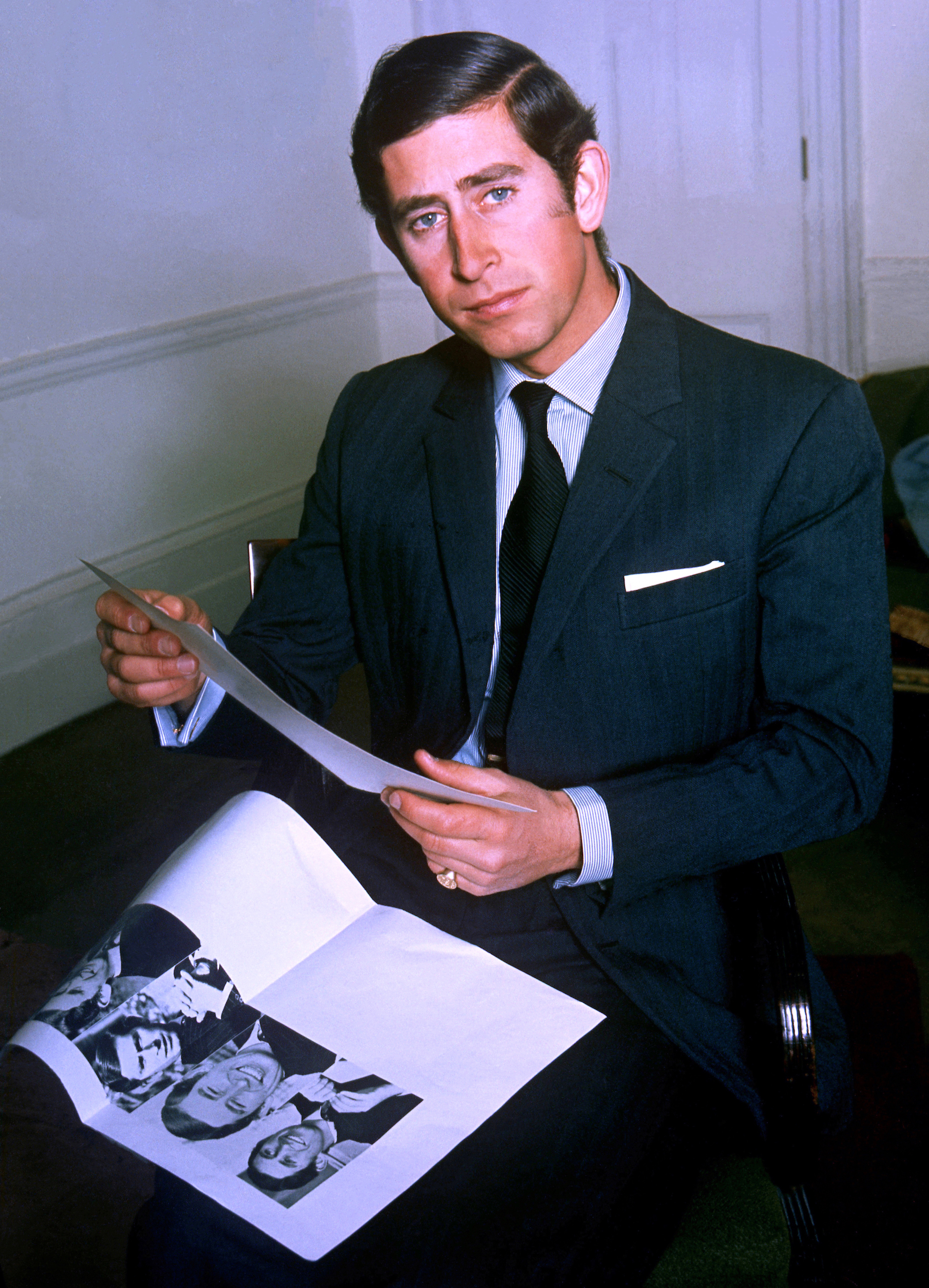
1972年的查理斯

查爾斯的舅爺蒙巴頓勳爵曾建議他「在安定下來前盡情放縱，多談幾場戀愛」，但選擇妻子時「應在她遇見其他可能愛上的人之前，挑選一位合適、迷人且性格甜美的女孩⋯⋯若婚後仍需維持完美形象，女性有過往戀情會造成困擾」。1974年初，蒙巴頓勳爵開始與25歲的查爾斯通信，討論其與孫女阿曼達·納奇布爾聯姻的可能性。查爾斯致函阿曼達之母——同時也是其教母的布拉伯恩男爵夫人表達心意。男爵夫人雖表贊同，但認為與年僅16歲的女孩展開追求為時過早。四年後，蒙巴頓安排阿曼達與自己於1980年陪同查爾斯到印度訪問。然而雙方父親均表反對：菲利普親王擔憂其聲名顯赫的舅父會使查爾斯黯然失色；而布拉鮑恩男爵則警告，在兩人確定關係前共同出訪將使媒體過度聚焦這對表兄妹。
1979年8月，就在查爾斯即將獨自啟程前往印度前夕，愛爾蘭共和軍暗殺了蒙巴頓勳爵。當查爾斯從印度返國後，他向阿曼達求婚。然而除了外公外，阿曼達的祖母和幼弟也在炸彈襲擊中喪生，這使她如今對加入王室家庭心存顧慮。

#### 與戴安娜·史賓沙女爵的婚姻

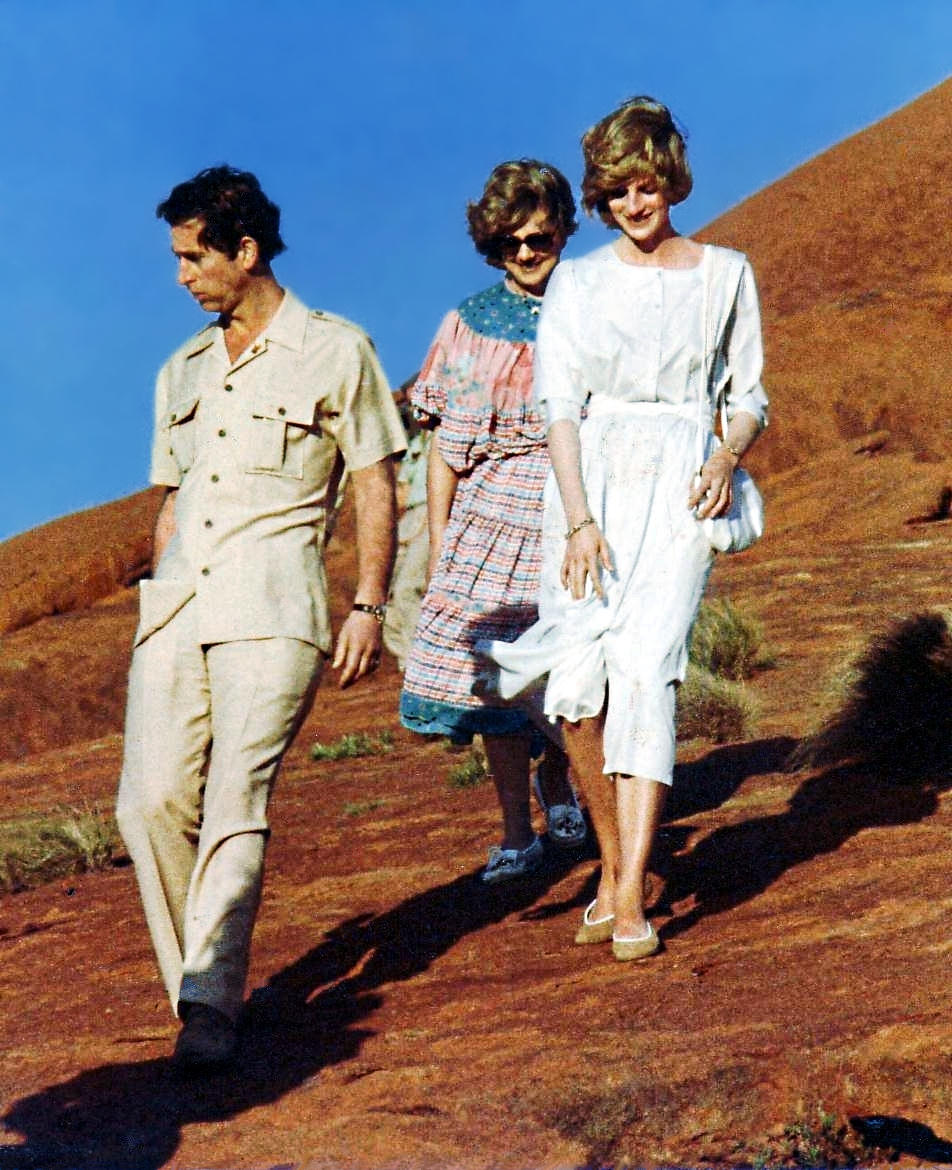
1983年3月，查理斯和戴安娜到訪澳洲烏魯魯

查理斯在1977年，造訪史賓沙家族位於奧爾索普的英格蘭鄉村別墅時，首次遇見戴安娜·史賓沙女爵。那時他正與其姐姐莎拉交往，直到1980年中才開始將戴安娜視為心儀對象。在七月的一場朋友烤肉派對上，當查理斯與戴安娜並肩坐在乾草捆上時，她提到在他舅祖父蒙巴頓勳爵的葬禮上，他看起來孤寂而需要關懷。根據丁布爾比的描述，「在沒有明顯情感波動的情況下，他開始認真考慮將她視為潛在新娘」，此後她陪伴他造訪了巴爾莫勒爾城堡與桑德令罕府。
查理斯的表親諾頓·納奇布爾及其妻子告訴查理斯，戴安娜似乎對他的地位感到敬畏，而他似乎並未愛上她。與此同時，兩人的持續交往吸引了媒體和狗仔隊的強烈關注。當查理斯的父親告訴他，如果查理斯不盡快決定是否娶戴安娜，媒體的猜測將損害她的名譽時，查理斯意識到她符合蒙巴頓勳爵的標準，是一位合適的王室新娘，並將父親的建議解讀為催促他不要再拖延。他於1981年2月向戴安娜求婚，並於2月24日正式訂婚；婚禮於7月29日在聖保羅座堂舉行。婚後，查理斯將自願繳納的康沃爾公國利潤稅比例從50%降至25%。這對夫婦居住在肯辛頓宮和靠近泰特伯里的海格羅夫莊園，並育有兩名孩子：威廉（1982年出生）和哈利（1984年出生）。

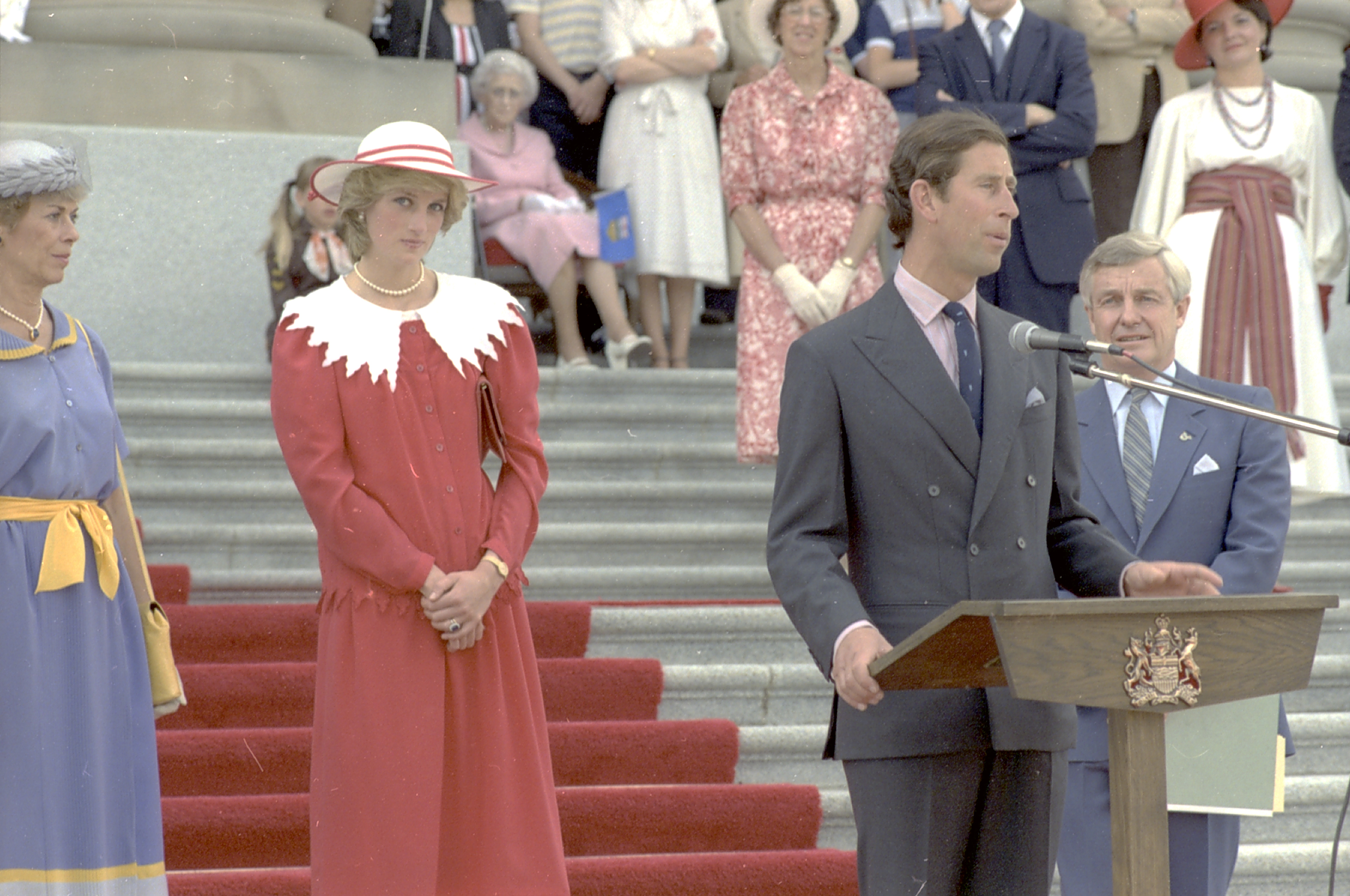
1983年6月，查理斯與戴安娜到訪亞伯達省議會大廈。

婚後五年內，由於性格不合及近13歲的年齡差距，這段婚姻已陷入危機。1986年，查理斯與卡米拉·帕克·鮑爾斯舊情復燃。1992年，戴安娜在彼得·塞特倫錄製的影帶中坦承，1985至1986年間她曾「深愛一位在此工作環境中任職的人士」。外界推測她所指的對象是巴里·曼納基，他因與戴安娜關係逾越分際，已於1986年被調任外交保護組。其後，戴安娜與家族前馬術教練詹姆斯·休伊特少校發展戀情。
查理斯與戴安娜在公開場合明顯的貌合神離，被媒體戲稱為「憂鬱夫妻」。戴安娜透過安德魯·莫頓的著作《戴安娜：她的真實故事》揭露了查理斯與卡米拉的婚外情。與此同時，戴安娜自己的婚外調情錄音也被公開，更有傳言指出詹姆斯·休伊特可能是哈利王子的生父，理由是兩人在外貌上的相似。然而，戴安娜與休伊特的戀情開始時，哈利早已出生。
1992年12月，馬卓安在英國下議院宣布了查理斯與戴安娜正式分居。次年年初，英国媒体公開了一段1989年查理斯與卡米拉被竊聽的露骨電話錄音，该事件被称作「衛生棉條門」或「卡米拉门」（Camillagate）。查理斯随后通过1994年6月播出的电视纪录片《查理斯：個人身分，公眾角色》寻求公众理解。他在片中接受喬納森·丁布爾比采访时，承认自己与卡米拉存在婚外情，并称1986年与卡米拉旧情复燃时，他与戴安娜的婚姻已「无可挽回地破裂」。1995年11月，戴安娜在BBC时事节目《廣角鏡》专访中同样坦承婚姻危机。谈及查理斯与卡米拉的关系时，她说：「这段婚姻里有三个人，所以有点拥挤」，并质疑丈夫是否适合继承王位。在英女王伊丽莎白二世于1995年12月建议下，两人最终在1996年8月28日正式离婚，共同保有两位王子的监护权。
戴安娜於1997年8月31日在巴黎遭遇車禍身亡。查理斯與戴安娜的姊妹一同飛往巴黎，將她的遺體護送回英國。2003年，戴安娜的管家保羅·伯勒爾公開了一份他聲稱是戴安娜於1995年寫下的便條，內容指控查理斯「正計劃在（戴安娜的）車上製造『一場意外』，包括煞車失靈和嚴重頭部受傷」，以便他能再婚。當查理斯接受倫敦警察廳調查團隊的詢問時，他向當局表示，他並不知道前妻1995年的便條內容，也無法理解她為何會有這些想法。

#### 與卡米拉·帕克·鮑爾斯的婚姻

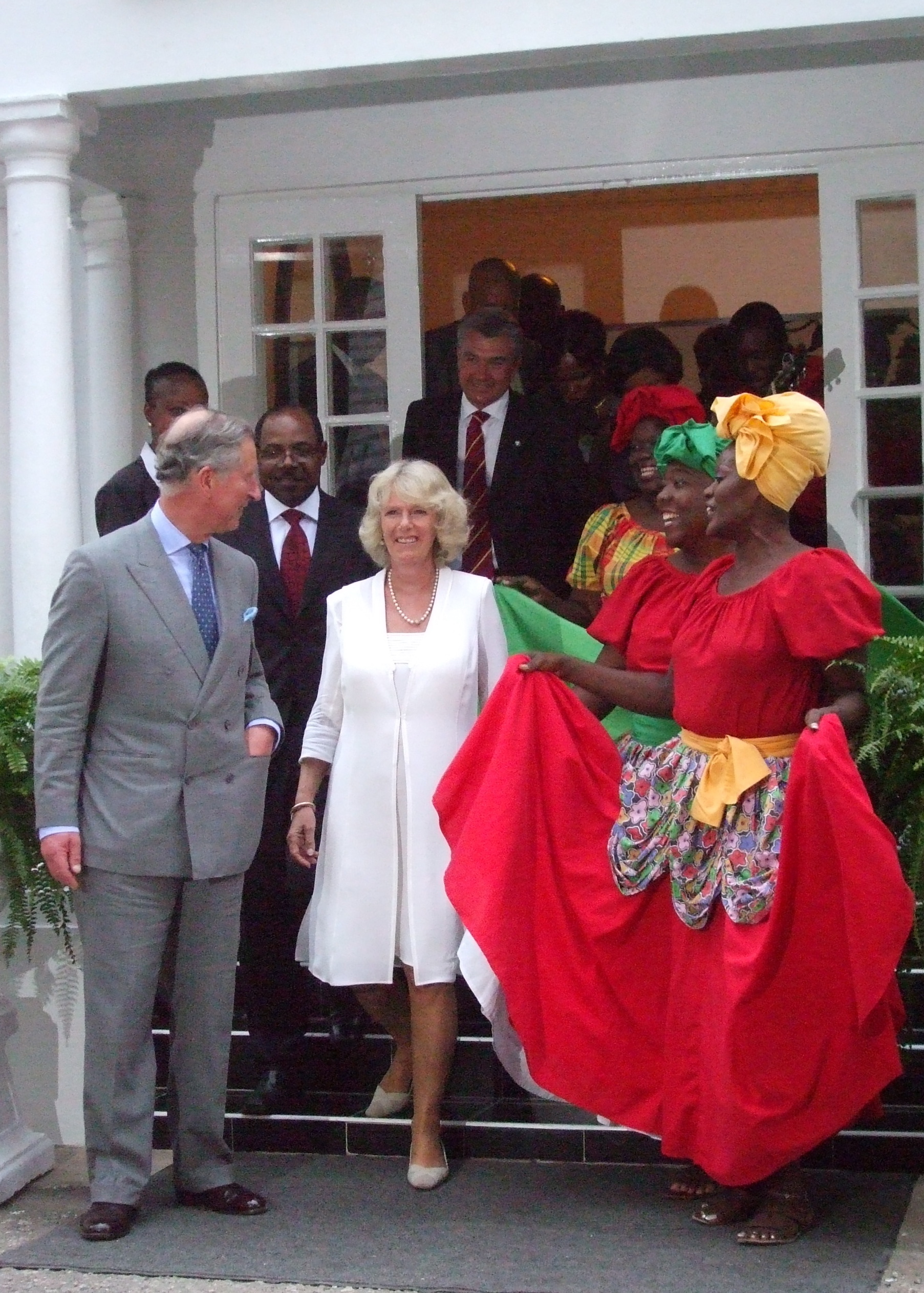
2008年3月，查理斯與卡米拉到訪牙買加

1999年，查理斯與卡米拉在倫敦麗茲酒店首次以情侶身份公開亮相，她於2003年搬入查理斯的官方住所克拉倫斯宮。兩人於2005年2月10日宣布訂婚。根據1772年王室婚姻法令要求，女王於3月2日在樞密院會議上正式批准這樁婚姻。加拿大司法部認定無需加拿大樞密院批准，因這段婚姻不會產生加拿大王位繼承人。
查理斯是英國王室中唯一在英格蘭選擇民事婚姻的成員。英國廣播公司公布的1950至1960年代政府文件曾稱此類婚姻不合法，但查理斯的發言人駁斥此說法，時任政府解釋該條款已被《1953年登記服務法案》廢除。
他們原定計劃於溫莎城堡舉行民事儀式，隨後在城堡的聖喬治禮拜堂進行宗教祝福。在意識到在溫莎城堡舉行民事婚禮將迫使王室容許任何希望在那裡結婚的人使用該場地後，他們把婚禮改於溫莎市政廳進行。在活動前四天，原定2005年4月8日的婚禮延至隔日，以便查理斯與部分受邀貴賓參加已故教宗若望保祿二世的葬禮。
查理斯的父母未出席婚姻儀式，女王可能因其作為英格蘭教會最高領袖的身份而有所顧慮。不過他們仍出席了祝福儀式，並在溫莎城堡為新人舉辦招待會。坎特伯雷大主教羅雲·威廉斯主持的祝福儀式經電視轉播。

### 履行公务

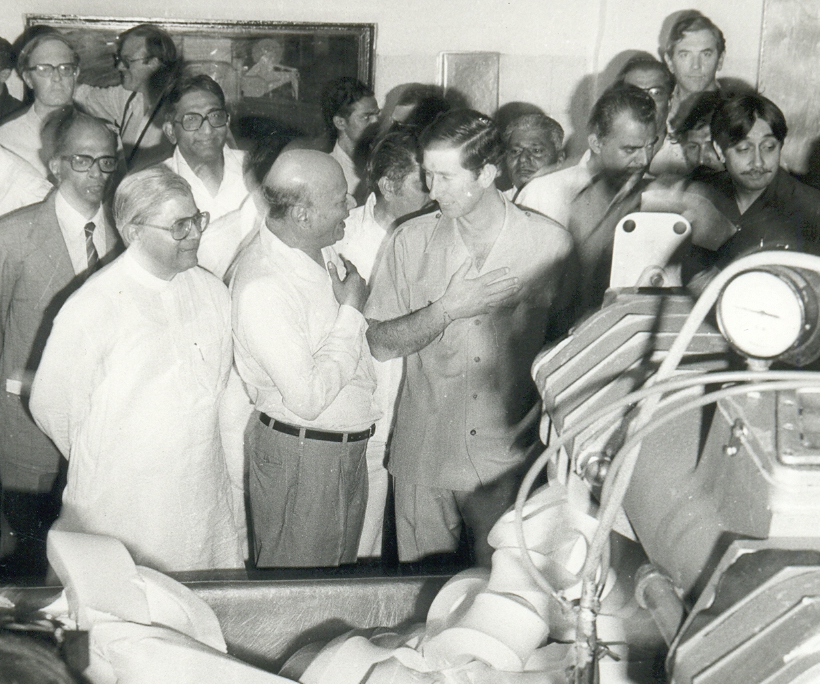
1980年12月，查理斯到訪位於古吉拉特邦阿嫩德的印度阿穆爾公司，獲哈里昌德·梅加·達拉雅接待

1965年，查理斯首次參與公開活動，出席荷里路德宮的學生園遊會。作為威爾斯親王期間，他代表女王履行官方職責，並在2002年至2022年間完成了10,934場公務活動。他主持授勳儀式，並出席外國政要的葬禮。查理斯定期訪問威爾斯，每年夏季進行為期一週的公務活動，並參與重要國家場合，例如威爾斯議會大廈的開幕儀式。皇家收藏信託基金的六名受託人每年在他的主持下舉行三次會議。查理斯還代表母親出席1970年斐濟、1973年巴哈馬、1975年巴布亞紐幾內亞、1980年辛巴威、以及1984年汶萊的獨立慶典。 
1983年，曾於1981年用.22 LR向女王開槍的克里斯多福·約翰·劉易斯試圖從精神病院逃脫，企圖刺殺當時與戴安娜及威廉一同訪問紐西蘭的查理斯。1994年1月澳洲日，查理斯訪問澳洲期間，大衛·姜用發令槍向他開了兩槍，以抗議數百名柬埔寨尋求庇護者在拘留營的待遇。1995年，查理斯成為首位以官方身份訪問愛爾蘭共和國的英國王室成員。1997年，他代表女王出席香港主權移交儀式。

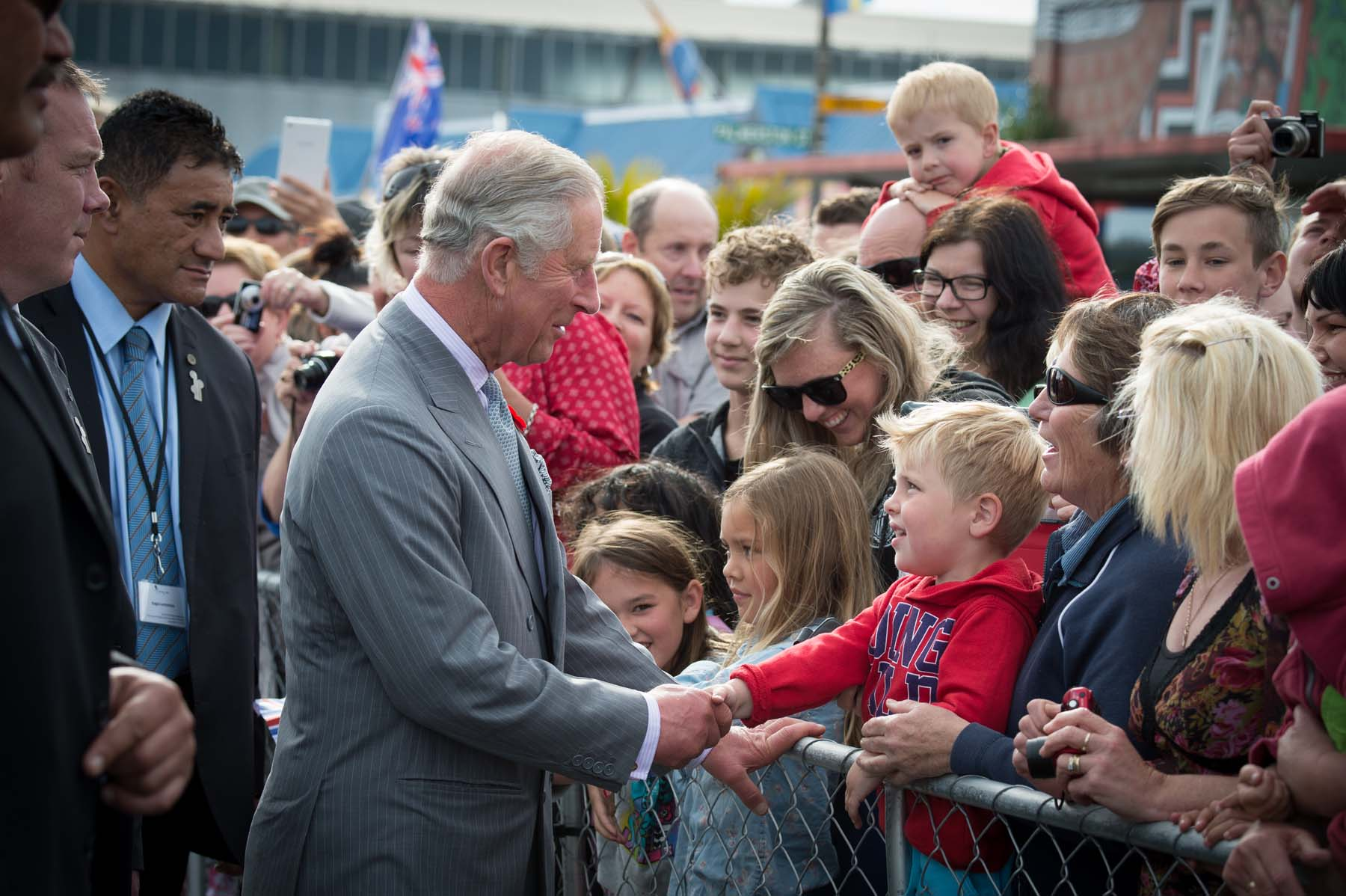
2015年11月，查理斯第九次訪問紐西蘭

2005年，查理斯在教宗若望保祿二世的葬禮上與坐在他身旁的辛巴威總統羅伯特·穆加貝握手，引發爭議。查理斯的辦公室隨後發表聲明，稱他無法避免與穆加貝握手，並表示「他對當前辛巴威政權感到厭惡」。 
2010年，查理斯代表女王出席印度德里2010年英聯邦運動會開幕式。同年11月，他與卡米拉的座車在學生抗議中遭到襲擊。2013年11月，他首次代表女王出席在斯里蘭卡科倫坡舉行的英聯邦政府首腦會議。  
2015年5月，查理斯與卡米拉首次共同訪問愛爾蘭共和國。英國大使館稱此次訪問是「促進和平與和解」的重要一步。訪問期間，他在高威與新芬黨領袖格里·亞當斯握手。亞當斯被廣泛認為是愛爾蘭共和軍的領導人，而該組織曾於1979年刺殺蒙巴頓伯爵。媒體將此事件描述為「歷史性握手」和「英愛關係的重要時刻」。

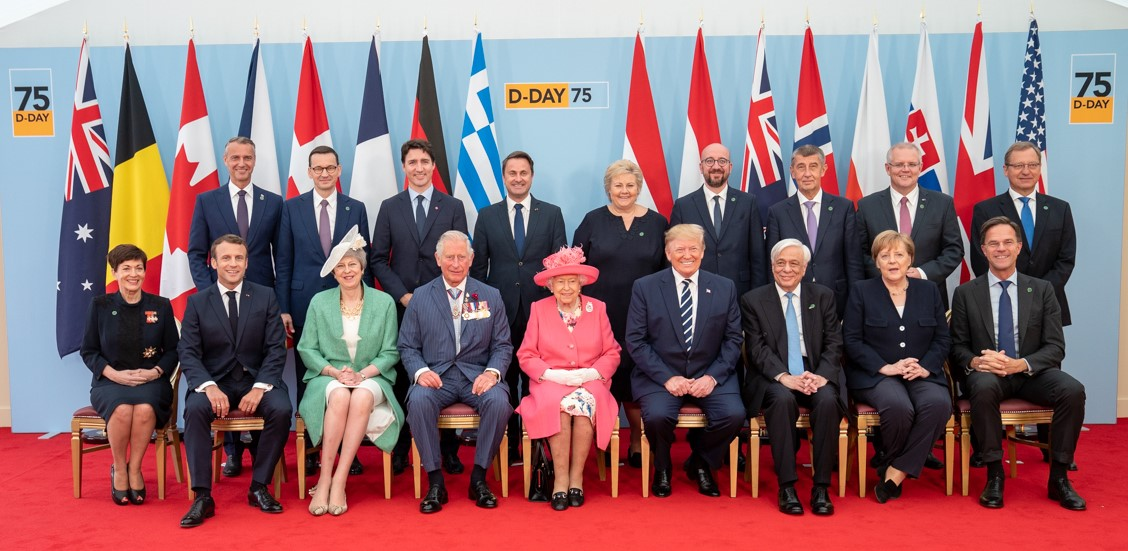
2019年6月5日，查理斯與女王伊麗莎白二世及其他世界領袖一同紀念諾曼第登陸75週年

2018年英聯邦政府首腦會議決定，查理斯將在女王之後接任英聯邦元首。該職位為推選制，非世襲。2019年3月，應英國政府要求，查理斯與卡米拉對古巴進行正式訪問，成為首對訪問該國的英國王室成員。此行被視為英國與古巴建立更緊密關係的努力。

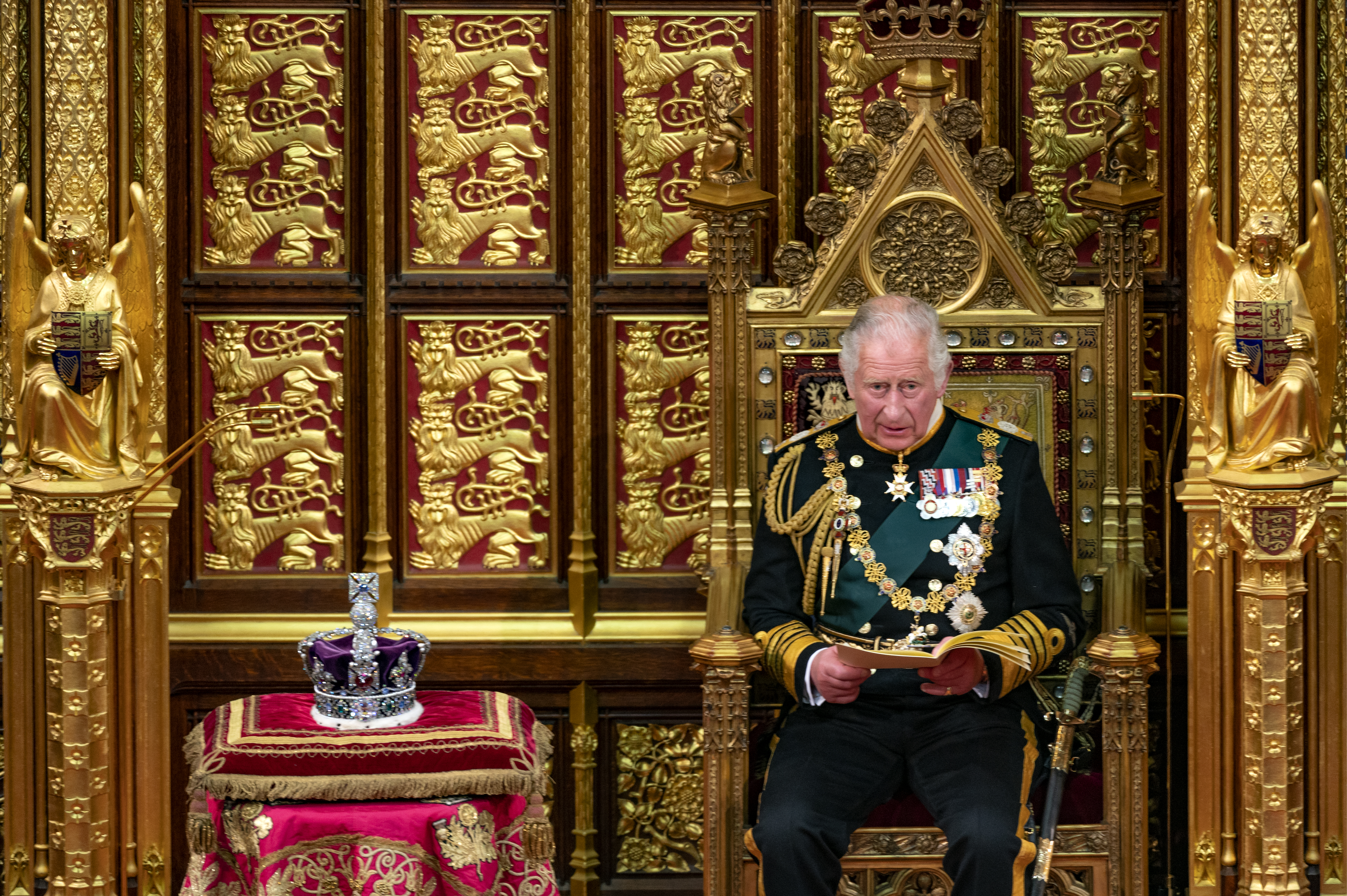
2022年5月，代表母親在英國議會發表御座致辭

2021年11月，查理斯出席巴貝多改制為共和國的儀式，該國廢除了君主制。他應總理米亞·莫特利邀請，以未來英聯邦元首身份出席；這是王室成員首次參與大英國協王國改制為共和國的儀式。2022年5月，他以國務顧問身份出席國會開幕大典，並代表母親發表御座致辭。

## 國王生涯

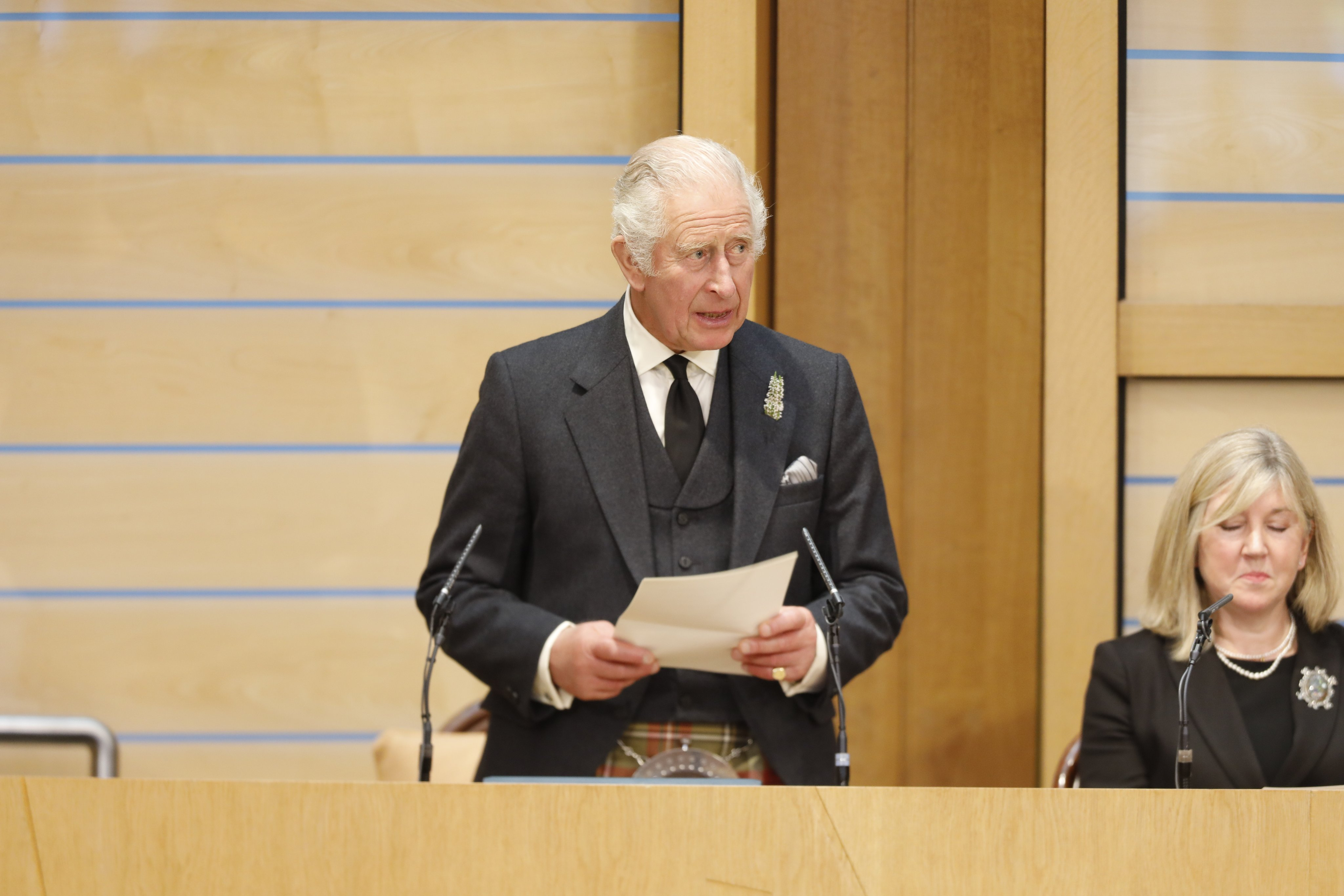
2022年9月13日，查理斯於蘇格蘭議會發表演說

2022年9月8日，查理斯於其母親逝世後繼承英國王位。他是英國歷史上在位時間最長的王儲，於2011年4月20日打破了愛德華七世保持的59年紀錄。查理斯以73歲高齡成為英國史上即位時最年長的君主，此前的紀錄保持者是1830年64歲即位的威廉四世。
查理斯於9月9日下午6時首次向全國發表講話，表達對母親的悼念，並宣布任命長子威廉為威爾斯親王。次日，登基會議首次以電視轉播形式公開宣告查理斯為國王。與會者包括卡米拉王后、威廉王子，以及時任英國首相卓慧思及六位仍然在世的前首相。宣告儀式隨後在英國各地由地方政府宣讀。其他英聯邦王國、蘇格蘭、威爾斯、北愛爾蘭、英國海外領土、皇家屬地、加拿大各省及澳大利亞各州亦分別簽署並宣讀公告。

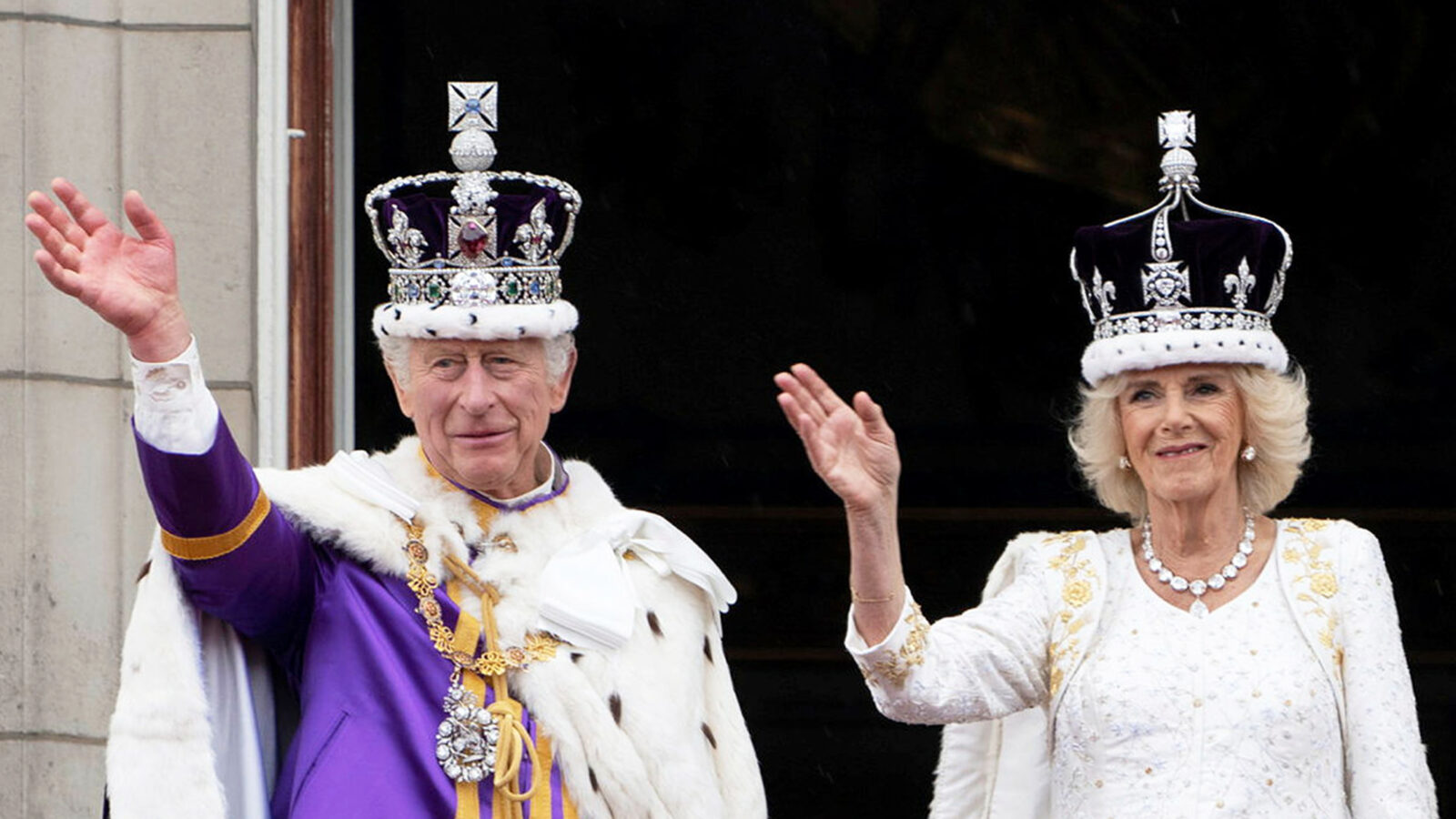
查理斯與卡米拉加冕後亮相

查爾斯三世和卡蜜拉王后加冕禮於2023年5月6日在西敏寺舉行。該典禮以「金球行動」（Operation Golden Orb）為代號籌備多年。此前有報導指出，查理斯的加冕儀式將比1953年其母親的典禮更簡樸，預計儀式將「更短暫、規模更小、花費更少，並更能體現不同信仰與社群群體——符合國王反映現代英國族群多樣性的願景」。儘管如此，加冕儀式仍遵循英國國教會儀軌，包括加冕宣誓、受膏、加冕、授予王權器物及即位環節。同年7月，國王夫婦出席感恩儀式，查理斯於聖吉爾斯大教堂獲頒蘇格蘭榮耀。
2023年7月，查理斯要求將英國近海風電場的收益用於「更廣泛的公共利益」，而非作為王室額外資金。隨後宣布王室資金將降至英國皇家財產局淨收益的12%。
2022年11月，查理斯夫婦接待南非總統西里爾·拉馬福薩，是查理斯在位期間首次有國家對英國進行國事訪問。次年3月，王室夫婦對德國進行國事訪問，查理斯成為首位在德國聯邦議院發表演說的英國君主。同年9月，他在法國國事訪問期間成為首位於法國參議院議場發表演說的英國君主。10月，查理斯訪問肯尼亞時被要求為英國殖民行為道歉。他在國宴演說中承認「令人憎惡且不可辯駁的暴力行徑」，但未正式道歉。
2024年5月，英國首相辛偉誠請求國王宣布大選，隨後王室推遲了可能分散選戰注意力的公開活動。6月，國王與王后赴諾曼第出席諾曼第戰役80週年紀念活動。同月，查理斯接待了對英國進行國事訪問的日本天皇德仁。7月，原定於蘇格蘭舉行的年度「聖路德週」（Holyrood Week）活動縮短日程，以便查理斯返回倫敦任命大選後的新首相。保守黨敗選後，國王任命工黨黨魁施紀賢為首相。

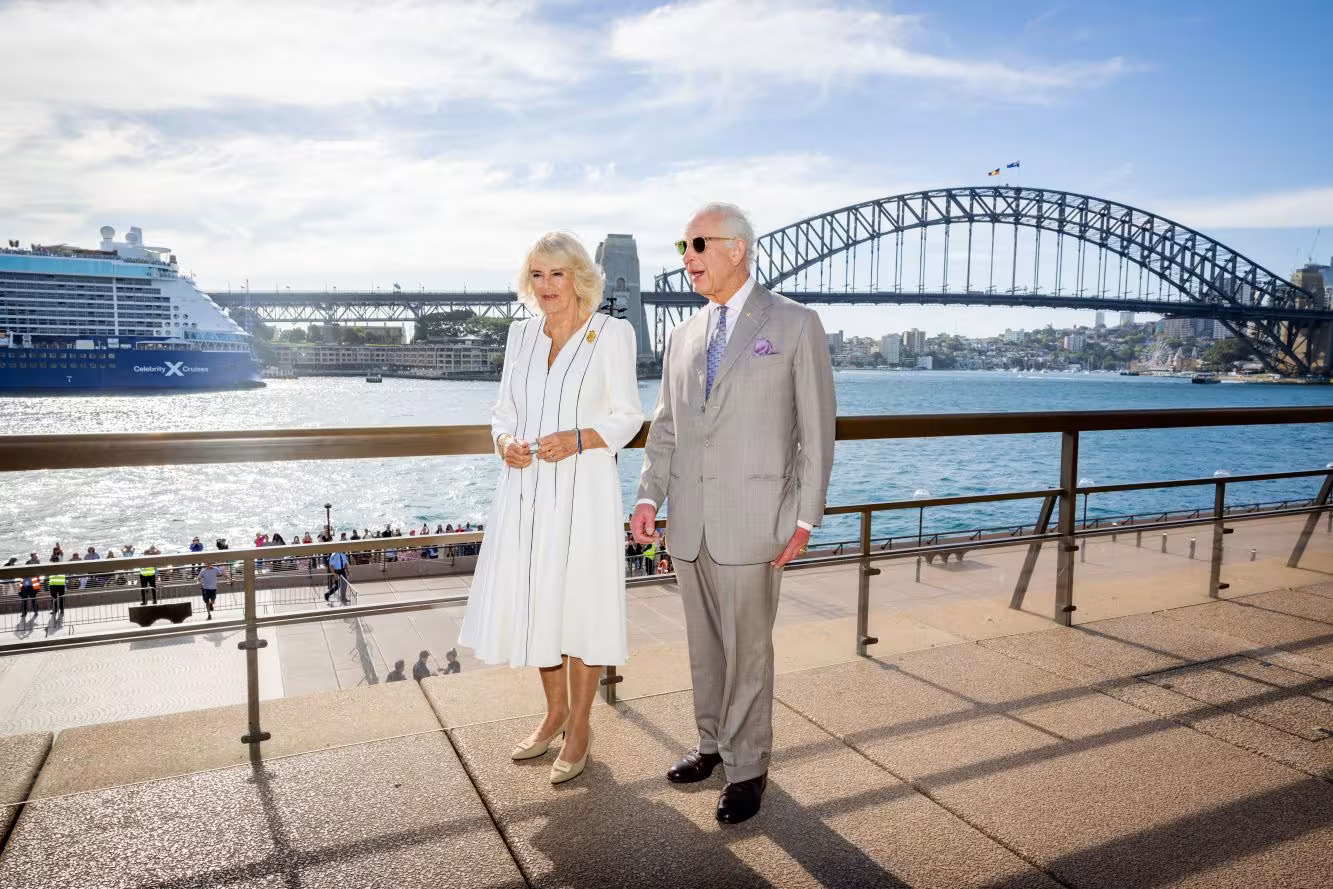
2024年，查理斯與卡米拉到訪澳洲，於雪梨港灣大橋前合照。

2024年10月，查理斯夫婦先後到訪澳洲及薩摩亞，這是查理斯即位後首度訪問英聯邦王國。在薩摩亞，查理斯首次以英聯邦元首身份出席英聯邦政府首腦會議。由於查理斯確診癌症，行程大幅精簡，原定紐西蘭訪問等活動取消。查理斯在訪問期間暫停癌症治療。
查理斯夫婦在義大利國事訪問期間造訪梵蒂岡，並於2025年4月9日——兩人結婚20週年紀念日——在聖瑪爾大之家會見正從肺炎康復的教宗方濟各。方濟各於12天後辭世。
2025年5月，查理斯偕王后展開對加拿大的訪問，是即位後首次，期間親自主持加拿大第45屆國會開幕並發表御座致辭，成為自1977年以來首位親臨此儀式的加拿大君主。

## 健康狀況
1998年3月，查理斯接受了右膝激光微創手術。2003年3月，他在愛德華七世醫院接受手術治療疝氣問題。2008年，他的鼻樑上一個非癌性腫塊被切除。 
2024年1月，查理斯在倫敦診所接受「矯正手術」治療良性前列腺肥大，導致部分公開行程延期。2月，白金漢宮宣布在治療過程中發現癌症，但並非前列腺癌。儘管公開職責暫停，據報查理斯將在門診治療期間繼續履行憲法職能。他發表聲明支持癌症慈善機構，並表示對完全康復「保持樂觀」。3月，卡米拉代他出席西敏寺的英聯邦日儀式及伍斯特座堂的濯足節。他在3月31日於溫莎城堡的聖喬治禮拜堂參加復活節禮拜，這是癌症確診後首次重大公開露面。2024年4月，宣布他將在癌症治療取得進展後恢復公開活動。 
2025年3月，查理斯因癌症治療期間出現短暫副作用而短暫住院。他隨後推遲了多項預定行程。

### 飲食
早在1985年，查理斯就對肉類消費提出質疑。在《1985年皇家特輯》（1985 Royal Special）電視節目中，他告訴主持人阿里斯戴尔·伯奈特：「我現在實際上吃的肉比過去少，改吃更多魚。」他也指出社會雙重標準——吃肉不被質疑，但少吃肉卻「似乎會引發軒然大波」。2021年，查理斯向英國廣播公司談及環境議題時透露，他每週有兩天不吃肉或魚，一天不攝入乳製品。2022年有報導稱，他的早餐是水果沙律、種籽與茶。他不吃午餐，但會在下午5點喝茶休息，在晚上8時30分吃晚餐，之後工作至午夜或更晚。2022年聖誕晚餐前，查理斯向動物權利組織善待動物組織確認，任何皇家住所都不會供應鵝肝醬；他在即位前已於自家場所禁用鵝肝醬逾十年。2023年9月於凡爾賽宮的國宴上，據報他要求菜單排除鵝肝醬與非當季蘆筍，改以龍蝦招待。

## 慈善工作
自1976年利用海軍7,500英鎊的遣散費創立親王信託基金以來，查理斯又成立了16個慈善組織，並擔任每個組織的主席。這些組織共同組成了一個鬆散的聯盟——親王慈善基金會，該聯盟自稱是「英國最大的多領域慈善企業，每年籌集超過1億英鎊……活躍於教育與青年、環境可持續性、建築環境、負責任的商業與企業以及國際事務等多個領域」。截至2020年9月，親王信託基金已支持超過100萬名年輕人，並幫助創建了12.5萬名企業家。作為威爾斯親王，查理斯還成為800多個其他慈善機構和組織的贊助人或主席。
加拿大親王慈善基金於2010年成立，與英國的同名組織類似。查理斯利用他的加拿大之行來關注青年、殘障人士、環境、藝術、醫療、老年人、遺產保護和教育等議題。他還成立了澳洲親王慈善基金，總部位於墨爾本，以協調他在澳洲及國際的慈善事業。

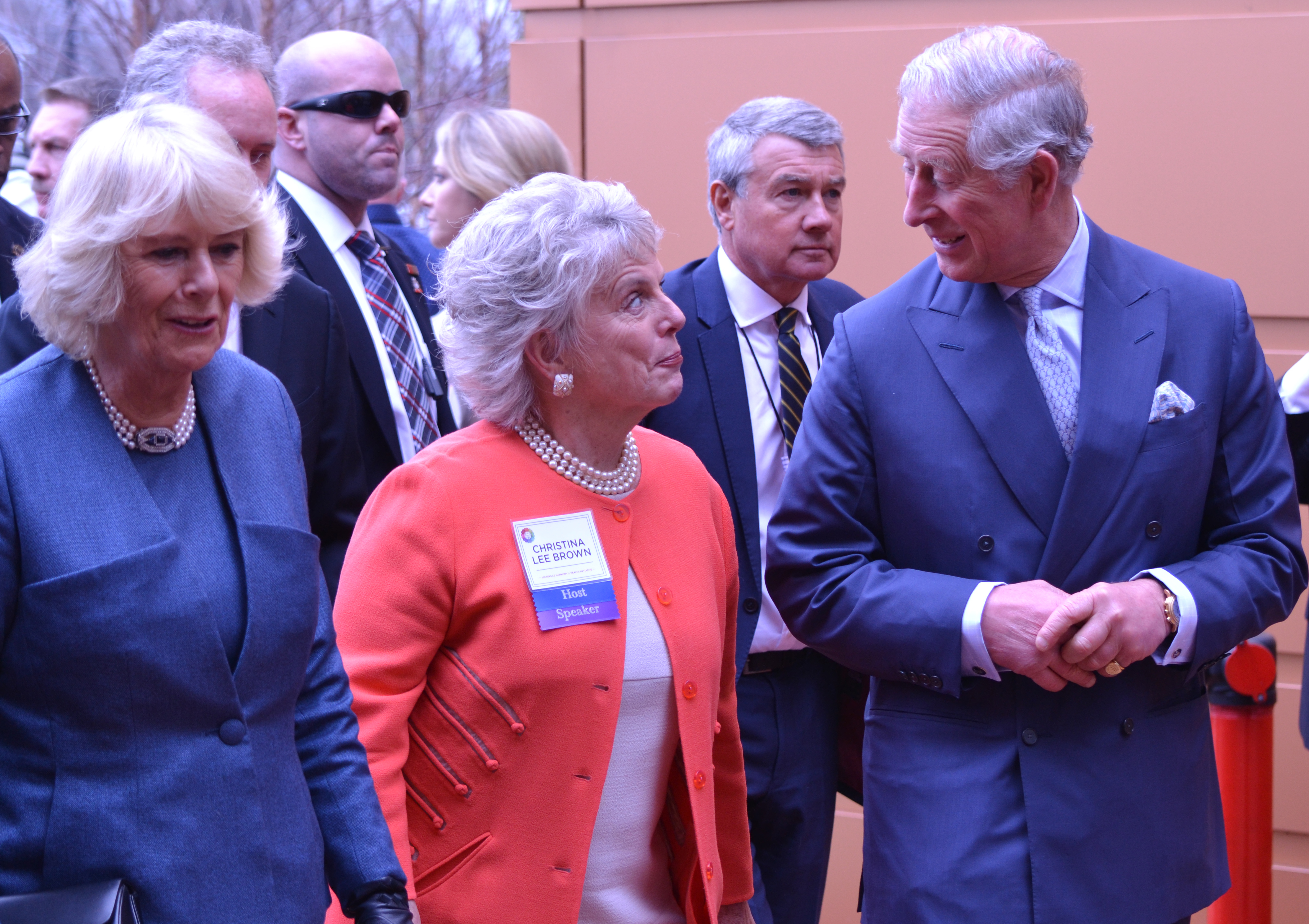
2015年3月，查理斯與卡米拉訪問路易維爾的非裔美國人遺產中心

查理斯支持人道主義項目；例如，他與兒子們參加了1998年消除種族歧視國際日的紀念活動。他對羅馬尼亞獨裁者尼古拉·壽西斯古的人權記錄表示強烈擔憂。壽西斯古被推翻後，他對為羅馬尼亞孤兒和被遺棄兒童設立的慈善機構FARA基金會（FARA Foundation）提供支持。

### 捐款調查
查理斯的兩個慈善機構——親王基金會和威爾斯親王慈善基金（後分別更名為國王基金會和查理斯三世國王慈善基金）在2021年和2022年因接受媒體認為不當的捐款而受到審查。2021年8月，親王基金會宣布啟動調查，並得到查理斯的支持。英格兰和威尔士慈善委员会也對指控展開調查，稱原本捐給親王基金會的款項被轉給了馬哈福茲基金會（Mahfouz Foundation）。2022年2月，倫敦警察廳對與基金會相關的「現金換榮譽」指控展開調查，並於10月將證據提交給皇家檢察署審議。2023年8月，倫敦警察廳宣布調查結束，不會採取進一步行動。
2022年6月，《泰晤士報》報導稱，2011年至2015年間，查理斯從卡達首相哈馬德·本·賈西姆·本·賈比爾·阿勒薩尼手中接受了300萬歐元現金。沒有證據表明這些款項非法或並非用於慈善目的，但慈善委員會表示將審查相關信息，並於2022年7月宣布不再進一步調查。同月，《泰晤士報》報導稱，威爾斯親王慈善基金在2013年的一次私人會面中接受了奧薩瑪·賓·拉登的同父異母兄弟——贝克尔·本·拉登和沙菲克·本·拉登（羅馬化：Shafiq bin Laden）的100萬英鎊捐款。慈善委員會稱接受捐款的決定「由受託人負責」，並表示無需調查。

## 個人生活及興趣

### 政治

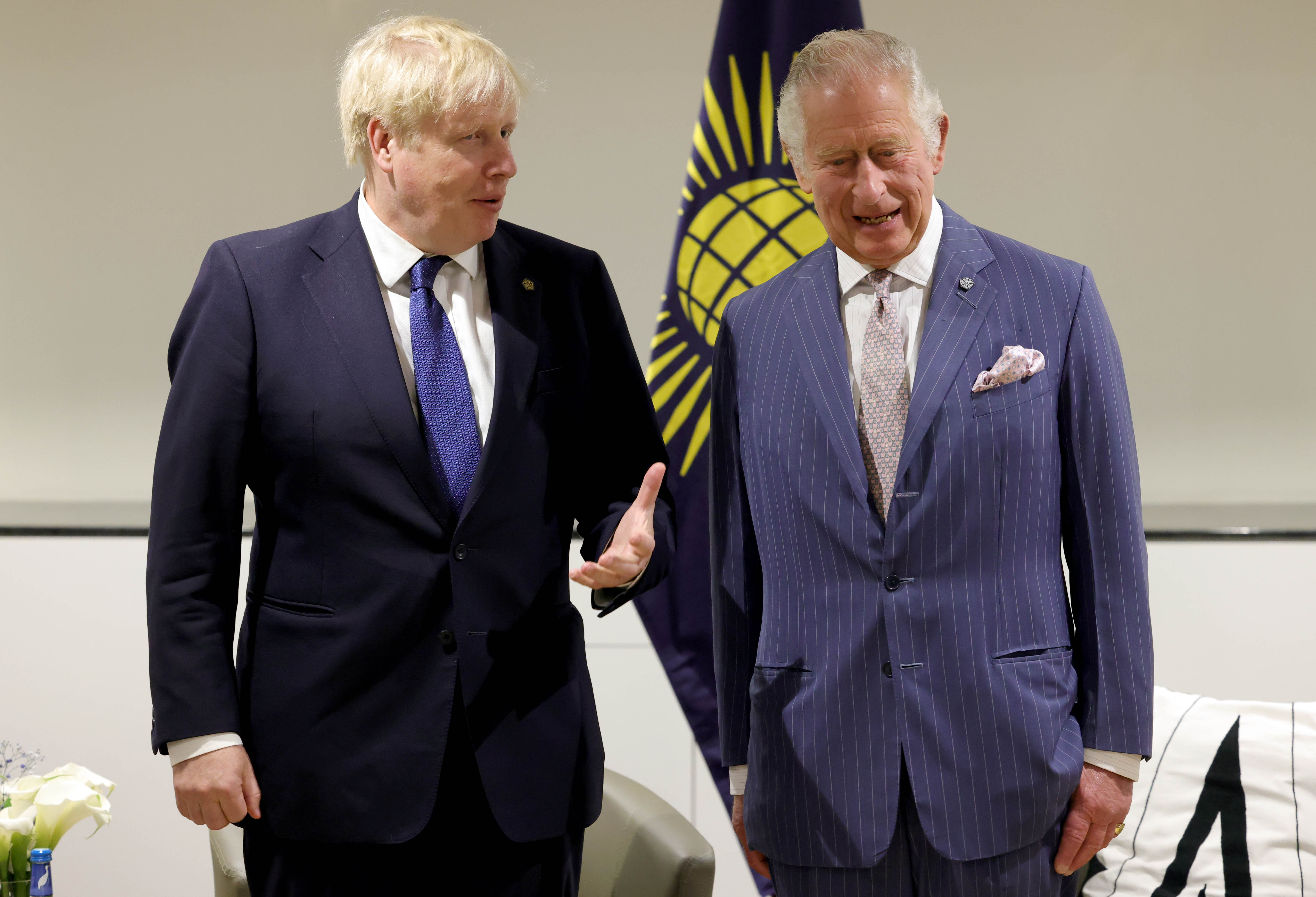
查理斯與鮑里斯·強森在盧安達基加利舉行的2022年大英國協政府首腦會議上站在一起

自青年時期起，查理斯便致力於推動對原住民聲音的理解，認為他們對於土地保護、尊重社區與共享價值觀、解決衝突，以及承認並彌補歷史不公的訊息至關重要。他將這一觀點與對抗氣候變化的努力相結合，同時推動原住民與非原住民之間的和解，並在加拿大開展慈善工作。在2022年大英國協政府首腦會議上，代表母親出席的查理斯以加拿大和解進程為例，呼籲應對大英帝國的奴隸制歷史，並對此表達悲痛。
2004年至2005年間，查理斯向政府部長發送信件，對多項政策問題提出關切，即所謂的「黑蜘蛛備忘錄」。《衛報》要求根據《2000年資訊自由法》公開這些信件，但這些信件可能會讓查理斯感到尷尬。2015年3月，英國最高法院裁定必須公開查理斯的信件。同年5月，內閣辦公室公布了這些信件。輿論普遍支持查理斯，鮮有批評。媒體將備忘錄描述為「平淡無奇」與「無害」，並認為公開信件「讓企圖貶低他的人適得其反」。同年，有媒體揭露查理斯長期接觸內閣機密文件。 
2020年10月，查理斯在澳大利亞總督約翰·克爾1975年解僱澳洲總理高夫·惠特拉姆後寫給他的一封信，作為有關1975年澳大利亚宪政危机的宮廷信件集的一部分被公佈。信中，查理斯支持克爾的決定，稱其「去年的行動是正確且勇敢之舉」。

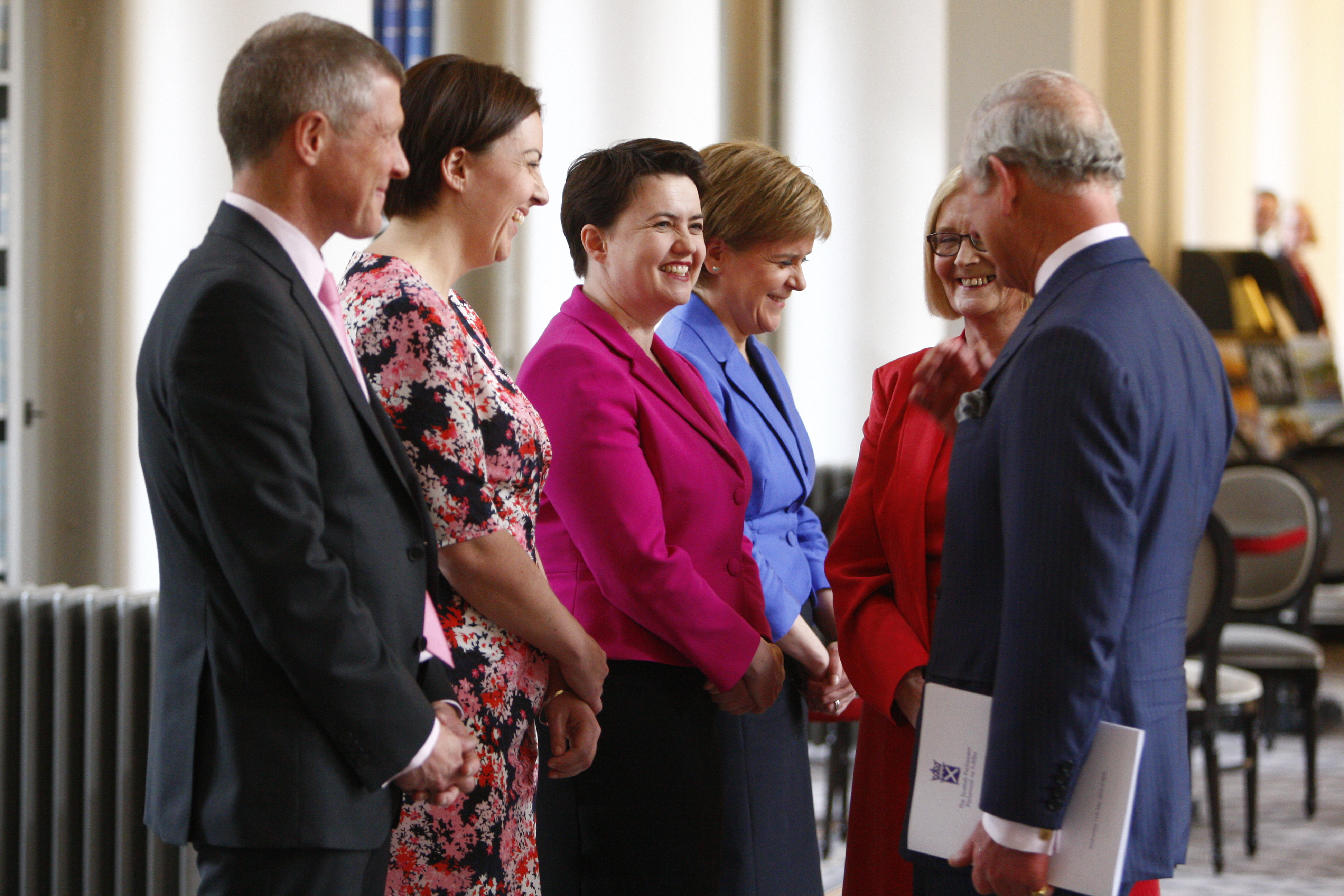
2016年5月，查理斯在蘇格蘭議會開幕典禮後與露絲·戴維森及尼古拉·斯特金會面

2022年6月，《泰晤士報》報導稱，查理斯私下批評英國政府的盧安達庇護計畫「令人震驚」，並擔憂該計畫會影響同月在盧安達舉行的大英國協政府首腦會議。後續報導稱，內閣大臣警告查理斯應避免發表政治言論，擔心若其繼位後持續此類表態可能引發憲政危機。

### 建築風格
查理斯公開表達了他對建築與都市規劃的觀點，他推動新古典主義建築的發展，並強調自己「深切關注環境、建築、舊城區更新與生活品質等議題」。1984年5月，他在英國皇家建築師學會150週年演講中，將倫敦國家美術館的擴建提案形容為「摯友臉上的醜陋膿瘡」，並批評現代建築的「玻璃殘樁與混凝土高塔」。他呼籲建築選擇應納入在地社區參與，並質問：「為何一切必須垂直、筆直、僵化、僅限直角——且只講求功能？」查理斯「對伊斯蘭藝術與伊斯蘭建築有深刻理解」，並參與了牛津大學伊斯蘭研究中心一棟融合伊斯蘭與牛津建築風格的建築及花園設計。

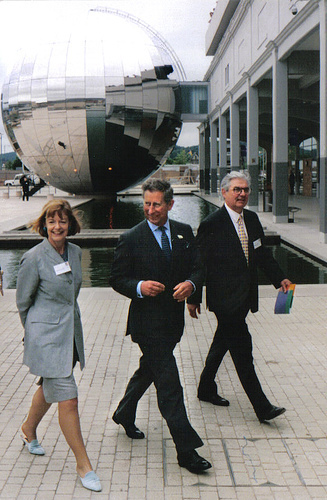
2000年6月，查理斯參觀新落成的“在布里斯托”科學藝術中心

在1989年著作《英國願景：個人建築觀》及多場演講與論文中，查理斯批評現代建築，主張當代設計應以傳統形式與工法為圭臬。儘管媒體有所批評，他仍持續倡導傳統都市主義、人性化尺度、歷史建築修復與永續設計。其兩家慈善機構——親王再生信託與親王社區建築基金會（後合併為單一組織）——致力推廣這些理念。龐德伯里新城由康沃爾公國土地開發，依據利昂·克里爾的總體規劃，在查理斯指導下實踐其建築哲學。2013年，南斯萊丹郊區開發案在查理斯的支持下於公國領地啟動。2007年，查理斯協助購入鄧弗里斯莊園及其全套18世紀家具，從慈善信託貸款2000萬英鎊以支付4500萬英鎊總價。該莊園現屬親王基金會，作為博物館與社區技能培訓中心。此後更促成「蘇格蘭龐德伯里」諾克魯恩社區的開發。
1996年，查理斯對加拿大歷史城區遭大規模破壞表示痛心，主動協助加拿大文化遺產部參照英國國民信託模式成立保護機構，該計畫隨2007年加拿大聯邦預算通過而落實。1999年，他同意以其頭銜設立威爾斯親王歷史遺產領導獎，由加拿大國家信託頒發給致力保護歷史場所的市政當局。
2005年訪美考察颶風卡特里娜災情期間，查理斯獲頒美國國家建築博物館文森特·斯庫利獎，表彰其建築保育貢獻；他將2.5萬美元獎金捐予災區重建。因推動新古典主義建築，他在2012年獲聖母大學頒發德里豪斯建築獎。倫敦木匠公會授予他榮譽會員資格，以肯定「其對倫敦建築的關注」。 
查理斯曾多次介入現代主義建築與功能主義風格的建案。2009年，他致函車路士軍營重建案金主卡達王室，指稱理察·羅傑斯的設計「不恰當」。羅傑斯指控查理斯亦曾干預其皇家歌劇院與主禱文廣場設計案。開發商CPC集團為此向英格蘭及威爾斯高等法院提告卡達迪亞爾公司（Qatari Diar）。和解後，CPC集團向查理斯致歉，表示「對訴訟過程造成的冒犯深感遺憾」。

### 生態保護

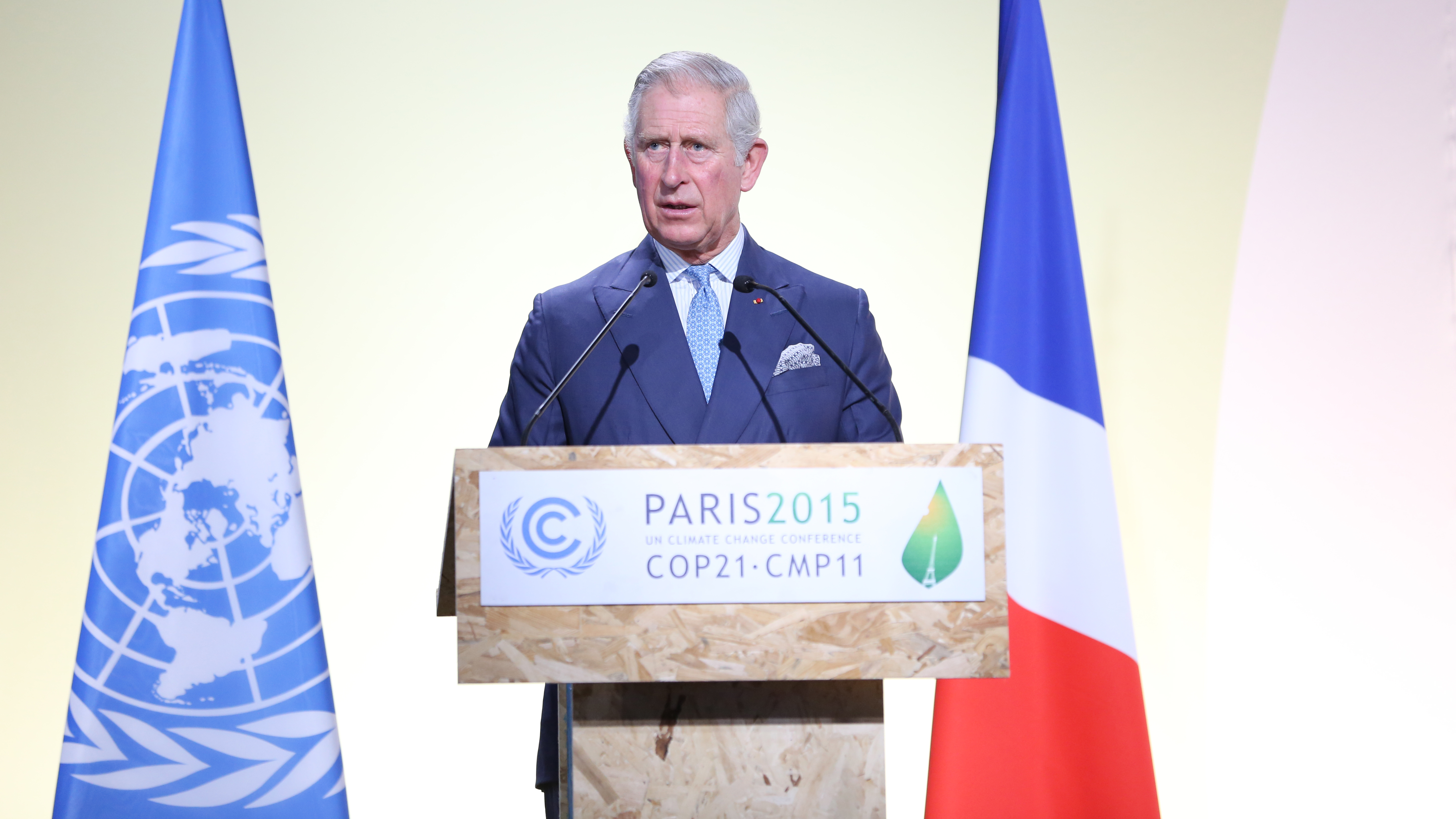
2015年11月，查理斯在聯合國氣候變化大會開幕式上發表演講

自1970年代起，查理斯便致力推動環保意識。21歲時，他以威爾斯鄉村委員會主席身份發表了首次關於英國環境問題的演講。作為熱衷園藝者，查理斯強調與植物對話的重要性，並表示：「我樂於與花草樹木交談並傾聽它們，認為這絕對關鍵。」他在1980年接管海格羅夫莊園後，開始對園藝產生興趣。他基於神聖幾何與古老宗教象徵設計的「療癒花園」，於2002年在切爾西花展展出。
入住海格羅夫莊園後，查理斯對有機農業產生興趣，並於1990年推出有機品牌維特羅斯公國有機，銷售逾200種永續生產商品；截至2010年，其利潤（超過600萬英鎊）全數捐贈予親王慈善基金。查理斯深入參與農業及相關產業，定期與農民交流。作為該領域的著名批評者，他公開反對基因改造作物，並於1998年致函貝理雅批評基改食品的發展。
2020年1月，查理斯於世界經濟論壇達沃斯年會發起「永續市場倡議」，該計畫旨在將永續性置於所有活動的核心。同年5月，該倡議與世界經濟論壇啟動大重置計劃，提出五點方案以因應2019冠狀病毒病疫情引發的全球經濟衰退，推動永續經濟增長。  

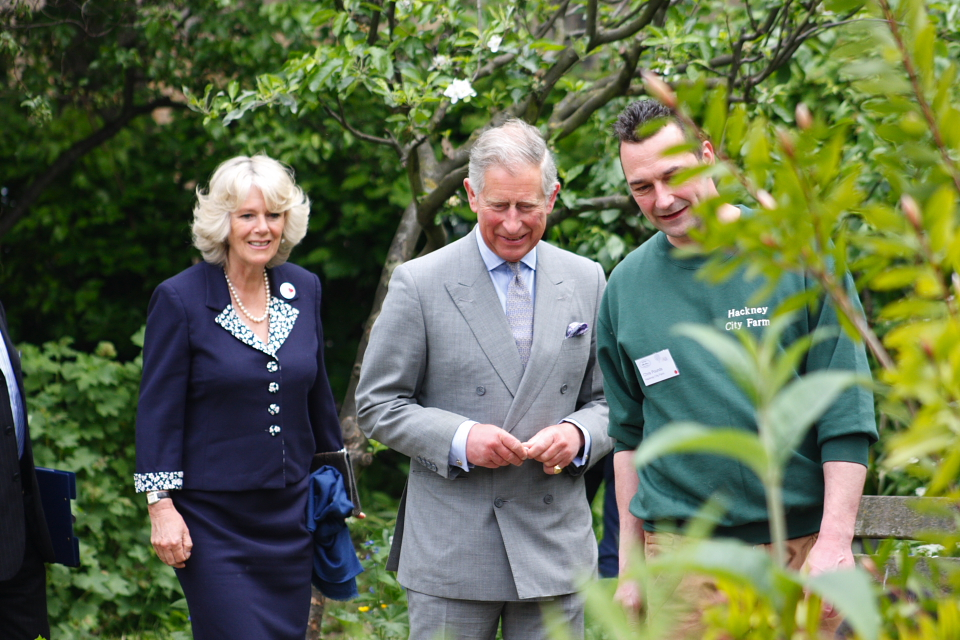
2009年5月，查理斯與卡米拉參觀倫敦東部的哈克尼城市農場

查理斯加冕儀式使用的聖油為純素配方，含橄欖油、芝麻油、玫瑰油、茉莉油、肉桂油、橙花油與安息香，另添加琥珀與橙花。其母親使用的聖油則含動物成分。
查理斯在2021年二十國集團羅馬峰會演講中，將2021年聯合國氣候變化大會形容為應對氣候變化的「最後機會」，呼籲採取行動推動綠色主導的永續經濟。於開幕式演說中，他重申前一年觀點，強調需以「軍事級規模行動」動員全球私營部門力量應對氣候危機。2022年，媒體指稱卓慧思曾建議查理斯避免出席2022年聯合國氣候變化大會，而他接受了此建議。查理斯於2023年聯合國氣候變化大會開幕演說中表示：「我衷心祈願COP28成為邁向真正轉型行動的關鍵轉折點。」
作為劍橋永續領導力研究院贊助人，查理斯於2022年3月與劍橋大學、多倫多大學、墨爾本大學、麥克馬斯特大學及蒙特利爾大學合作，為小島嶼國家學生設立氣候行動獎學金。2010年，他資助成立「親王鄉村基金」，該慈善機構致力打造「自信、健全且永續的農業與鄉村社區」。

### 替代醫學
查理斯因支持包括順勢療法在內的替代醫學而引發爭議。他在1982年12月，於英國醫學會的演講中，首次公開表達對此領域的興趣。該演講被視為對現代醫學的「挑釁」與「批判」，引發部分醫療專業人士不滿。同樣地，由其創立的親王整合健康基金會因推動全科醫生為國民保健署患者提供草藥等替代療法，遭到科學與醫學界反對。 
2008年4月，《泰晤士報》刊登埃克塞特大學補充醫學教授埃德扎德·恩斯特的公開信，要求親王整合健康基金會撤回兩本推廣替代醫學的指南。同年，恩斯特與西蒙·辛格合著《順勢療法：騙局還是治療？》一書，諷刺性地將著作獻給「威爾斯親王殿下」，末章嚴厲批評查理斯對補充與替代療法的倡導。
查理斯的公爵原創品牌曾生產多種補充醫學產品，包括一款被恩斯特譴責為「經濟剝削弱勢群體」且「純屬伪医疗」的「解毒酊劑」。查理斯曾至少七次致函英國藥監局，不久後該局放寬草藥產品標籤規範，此舉遭科學界與醫療機構廣泛批評。2009年10月，媒體披露查理斯曾遊說時任衛生大臣安迪·伯納姆擴大國民保健署對替代療法的補助。
2010年4月，親王整合健康基金會因會計違規問題宣布解散。同年稍晚，該組織改組為醫學學院重新運作，查理斯於2019年出任該學院贊助人。

### 體育活動

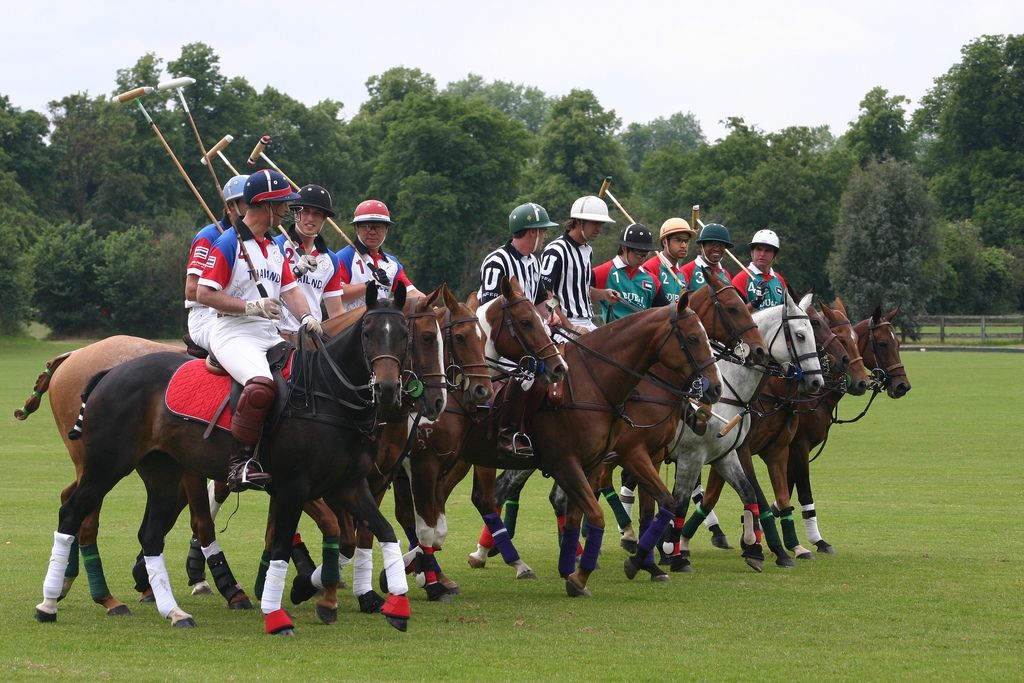
2005年6月，查理斯（前排）參加漢姆馬球俱樂部查克拉瓦蒂盃（Chakravarty Cup）比賽

查理斯自青年時期至2005年，一直是競技性馬球的狂熱參與者。他也經常參與狐狸獵殺活動，直到該活動於2005年在英國被禁止。1990年代末，反對狐狸獵殺的聲浪高漲，查理斯的參與被反對者視為一種「政治表態」。多年來，查理斯因馬球和狐狸獵殺活動多次受傷，包括1980年左臉頰留下兩英寸疤痕、1990年手臂骨折、1992年左膝軟骨撕裂、1998年肋骨斷裂，以及2001年肩膀骨折。 
查理斯自幼熱衷鮭魚垂釣，並支持奧里·維格夫松保護北大西洋鮭魚的行動。他經常在蘇格蘭鴨巴甸郡的迪河垂釣，並表示最特別的釣魚回憶是在冰島沃普納菲厄澤的時光。查理斯也是伯恩利足球俱樂部的支持者。
除狩獵外，查理斯還參與過步槍射擊比賽，曾代表上議院在國家射擊中心的維齊亞納格拉姆比賽（Vizianagram Match）中出賽，對手是下議院。他於1977年出任英國全國步槍協會主席。

### 視覺藝術、表演藝術與文學

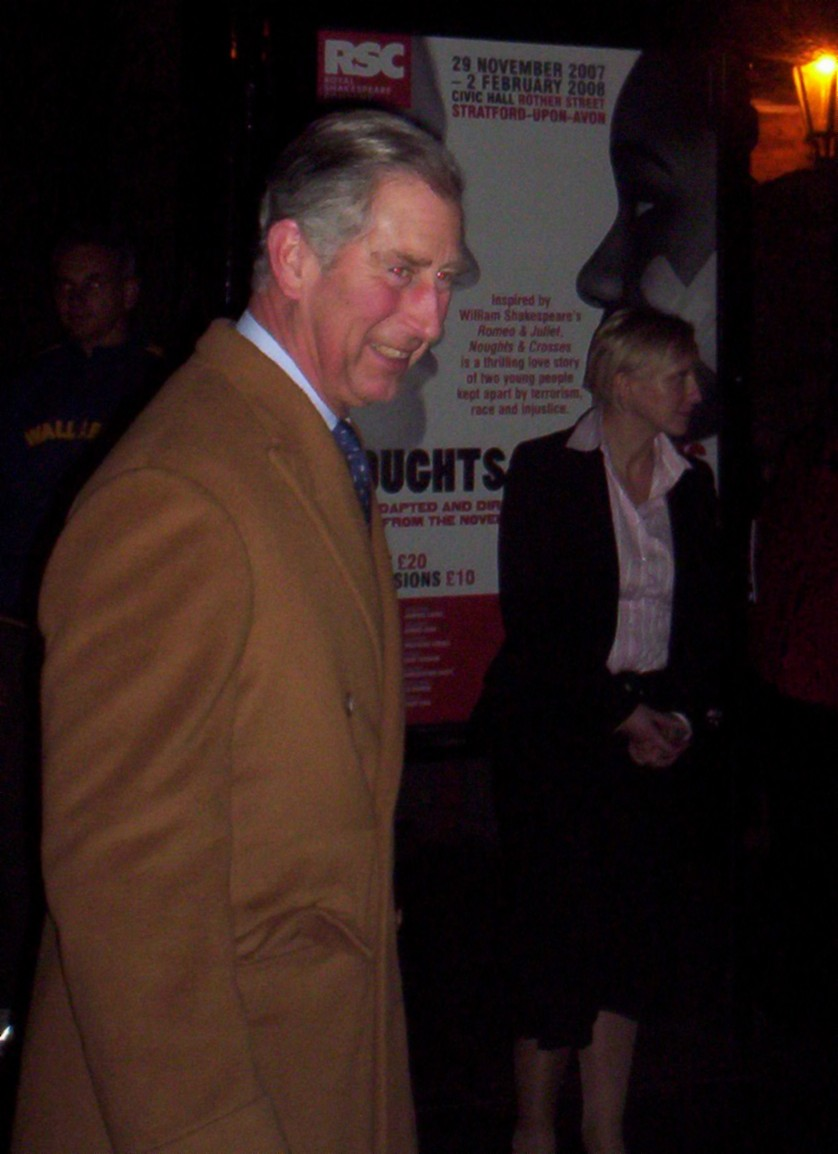
2007年，查理斯在庭院劇院觀賞《亨利五世》演出

查理斯自青年時期便參與表演活動，在劍橋大學求學期間曾參與喜劇小品與綜藝劇演出。
查理斯擔任超過20個表演藝術組織的主席或贊助人，包括皇家音樂學院、皇家歌劇院、英國室內樂團、愛樂管弦樂團、威爾斯國家歌劇院、皇家莎士比亞劇團、英國電影協會以及珀塞爾音樂學校。2000年，他復興了「威爾斯親王御用豎琴師」的傳統，以培育威爾斯民族樂器的演奏人才，該職位現稱為「國王豎琴師」，由瑪蕾德·普格·埃文斯擔任。
查理斯熱衷水彩畫創作，曾出版相關書籍，並透過展覽與銷售作品為慈善募款。2016年估計，其海格羅夫莊園商店售出的水彩石版畫總額達200萬英鎊。為慶祝50歲生日，50幅水彩作品在漢普頓宮展出；70歲生日時，作品於澳洲國立美術館展覽。2001年，描繪其莊園的20幅水彩石版畫在佛羅倫斯當代藝術雙年展展出，2022年另有79幅畫作在倫敦展出。1994年為紀念其受封威爾斯親王25週年，皇家郵政發行以其畫作為主題的郵票系列。查理斯現任皇家藝術研究院發展信託榮譽主席，並於2015年、2022年與2023年分別委託創作12位諾曼第登陸老兵、7位大屠殺倖存者及10位疾風世代成員的肖像，於白金漢宮女王畫廊展出。 
查理斯著有數部著作，並為多部他人著作撰寫序言或前言。他也曾演出多部紀錄片。

### 宗教與哲學

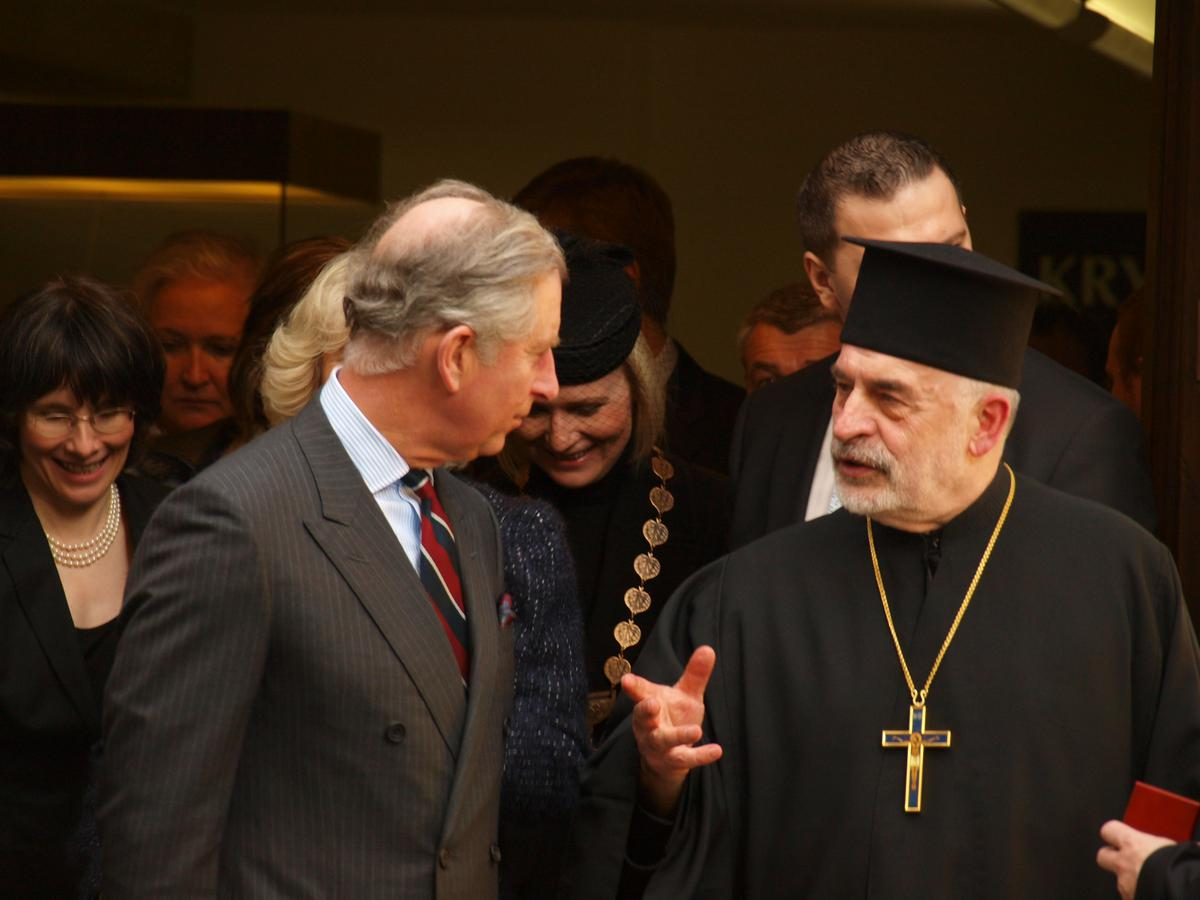
查理斯與捷克和斯洛伐克正教會神父雅羅斯拉夫·舒瓦爾斯基於2010年3月在捷克布拉格會面。

查理斯繼位後不久，公開形容自己為「虔誠的聖公宗基督徒」；他16歲時，即1965年復活節期間，在溫莎城堡的聖喬治禮拜堂由坎特伯雷大主教邁克爾·拉姆齊施堅振禮，正式加入聖公宗。作為英國國教的最高領袖，查理斯也是蘇格蘭教會成員，並在登基後立即宣誓維護該教會。他常在海格羅夫莊園附近的聖公宗教堂參加禮拜，並在巴爾莫勒爾城堡居住時與王室成員一同前往蘇格蘭教會的克拉西教堂。  
1977年，勞倫斯·范德波斯特成為查理斯的朋友，被稱為查理斯的「精神導師」，並擔任威廉王子的教父。受范德波斯特影響，查理斯開始關注哲學，並對其他宗教產生興趣。查理斯在2010年的著作《和諧：看待世界的新方式》中表達了他的哲學觀點，該書獲得了鸚鵡螺圖書獎。他還曾造訪阿索斯山的東正教修道院、羅馬尼亞及塞爾維亞的修道院，並於2020年在耶路撒冷會見東方教會領袖，期間參加了伯利恆聖誕教堂的普世禮拜，並在基督教與穆斯林顯要陪同下步行穿越城市。查理斯還出席了英國首座敘利亞東方正統教會大教堂阿克頓聖托馬斯大教堂的祝聖儀式。查理斯是牛津大學伊斯蘭研究中心的贊助人，並出席了致力於多元文化背景下伊斯蘭研究的馬克菲爾德高等教育學院的開幕儀式。
在1994年與丁布爾比合作的紀錄片中，查理斯表示，作為國王，他希望被視為「大眾信仰的捍衛者」（defender of faith），而非英國君主傳統的「信仰的捍衛者」（Defender of the Faith）頭銜，並「傾向於擁抱所有宗教傳統及『我認為存在於每個人心中的神聖模式』。」此舉當時引發爭議，並引發加冕誓言可能修改的猜測。他在2015年表示將保留「信仰捍衛者」的頭銜，同時「確保其他信仰也能被實踐」，他認為這是英國國教的責任。查理斯在繼位後不久重申這一主題，並宣稱作為君主的職責包括「保護我國多樣性的責任，包括通過宗教、文化、傳統和信仰保護信仰本身及其實踐的空間，這些是我們作為個人的心靈和思想所指引的方向。」儘管加冕誓言文本未作修改，坎特伯雷大主教在誓言前增加了以下弁言：
陛下，法律所確立的教會，您將宣誓維護其體制，致力於福音的真實宣講，並在此過程中尋求營造一個所有信仰與信念的人們都能自由生活的環境。
他包容及多元信仰的態度及個人基督教信仰在其作為國王的首次英皇聖誕文告中得以體現。與此一致，查理斯長期擔任基督徒與猶太人理事會及倫敦猶太人博物館的贊助人。

## 媒體形象與公眾輿論
自出生以來，查理斯便受到媒體密切關注，隨著他的成長，這種關注度不斷增加。

1985年11月，查理斯與第一任妻子戴安娜、列根和蘭茜·列根在白宮會面

1970年代末，查理斯被描述為「世界上最理想的單身漢」，但後來他的風頭被戴安娜所掩蓋。戴安娜去世後，媒體經常侵犯查理斯的隱私並刊登揭露性報導。以表達意見聞名的查理斯，在慶祝70歲生日的採訪中被問及成為國王後是否會繼續這樣做時，他回答：「不會。我不會那麼愚蠢。我完全明白作為君主是另一回事。所以，當然，我完全理解應該如何運作。」2009年，查理斯被《君子雜誌》雜誌評為全球最佳穿著男士。2023年，《新政治家》將查理斯列為年度第四大最有影響力的右翼人物，形容他為「浪漫傳統主義者」和「公共生活中最後一位反動分子」，因為他支持各種傳統主義智庫並有相關著作。他還被《時代雜誌》評為2023年全球100位最具影響力人物之一。 
2018年的一項民意調查發現，46%的英國人希望查理斯在母親去世後立即退位，讓位給威廉。然而，2021年的一項民意調查顯示，60%的英國人民對他有好感。在他繼承王位時，《政治家報》報導的一項民意調查顯示，查理斯在英國人民中的支持率為42%。更近期的民意調查顯示，他成為國王後支持率大幅上升。截至2024年10月，根據統計和民意調查公司輿觀的數據，查理斯的支持率為62%。

### 對媒體報導的反應
1994年，德國小報《圖片報》刊登了查理斯在勒巴魯度假時的裸照；據報導，這些照片以3萬英鎊的價格出售。白金漢宮回應稱「任何人遭受這種侵犯都是不合理的。」
2002年，查理斯「終於有機會反擊媒體」，他在聖布里奇教堂向「數十名編輯、出版商和其他媒體高管」發表演講，慶祝新聞業300周年。他為公職人員辯護，批評媒體「不斷的批評如腐蝕性水滴」，並指出媒體「有時令人尷尬、暴躁、憤世嫉俗、頑固，有時侵犯隱私、不準確，有時極不公平，對個人和機構造成傷害。」但他總結說，就他與媒體的關係而言，「有時我們可能都對彼此有點苛刻，誇大缺點而忽視對方的優點。」

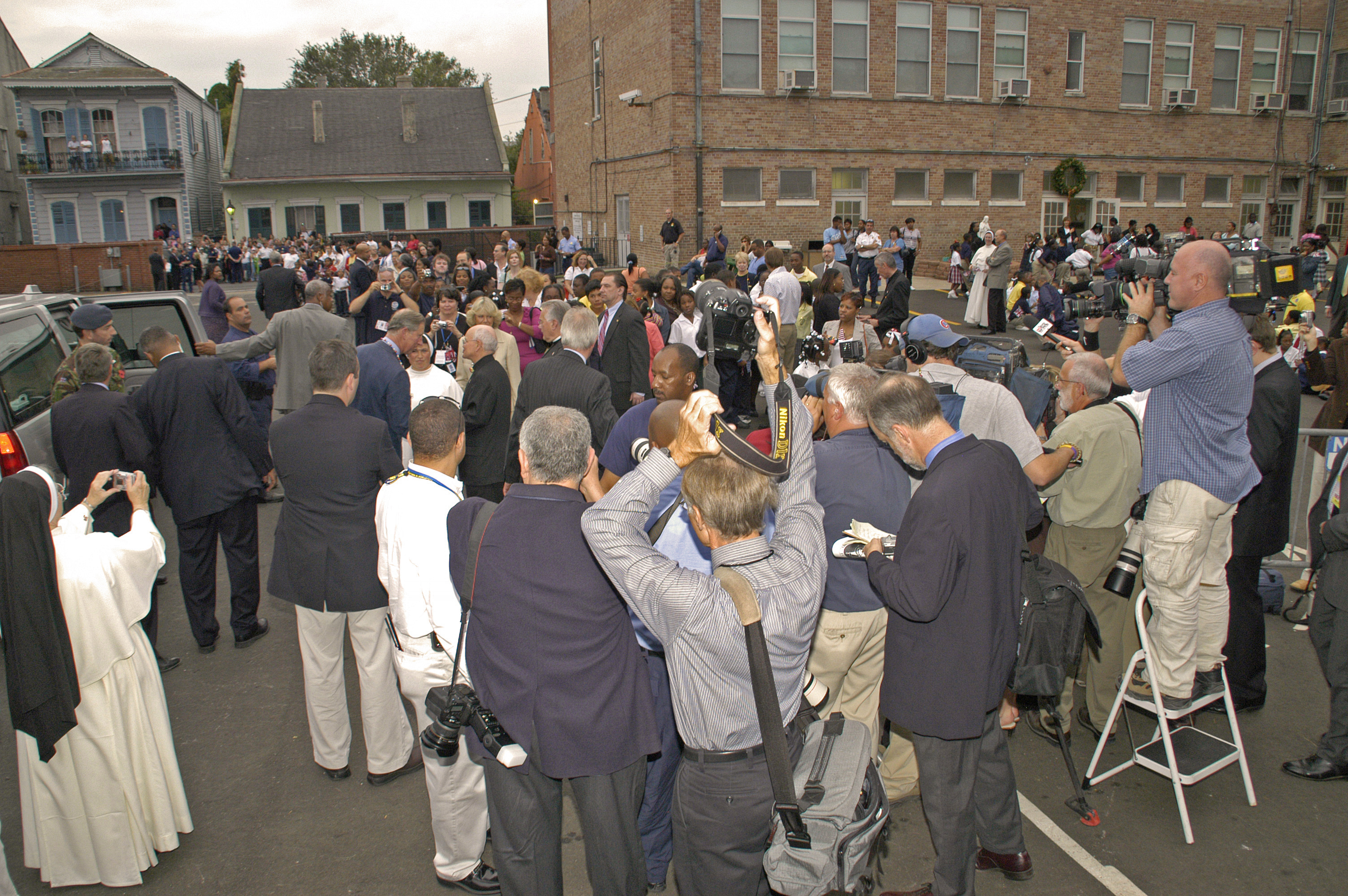
2005年11月，查理斯與卡米拉（左中）在紐奧良法國區的媒體包圍中，視察颶風卡特里娜災後恢復工作

2006年，查理斯因《星期日郵報》刊登他的私人日記摘錄而提起訴訟，這些日記揭示了他對1997年香港回歸等問題的看法，其中查理斯將中國政府官員描述為「可怕的舊蠟像」。2011年，在新聞媒體電話竊聽醜聞中，查理斯和卡米拉被列入新聞媒體電話竊聽醜聞受害者名單。
2015年，《獨立報》指出，查爾斯只會在「簽署一份長達15頁的合約的條件下」才會與廣播公司對話，該合同要求克拉倫斯宮參與影片的「粗剪」和「精剪」編輯，如果不滿意最終成品，可以「將整部影片從節目中移除」。該合同規定，所有向查理斯提出的問題必須事先由其代表批准和審查。

## 住所與財務
2023年，《衛報》估計查理斯的個人財富為18億英鎊。此估算包括價值6.53億英鎊的蘭開斯特公國資產（每年為查理斯帶來2000萬英鎊收入）、價值5.33億英鎊的珠寶、價值3.3億英鎊的房地產、價值1.42億英鎊的股票與投資、至少價值1億英鎊的皇家郵票收藏、價值2700萬英鎊的賽馬、價值2400萬英鎊的藝術品，以及價值630萬英鎊的汽車。這些財富多數繼承自其母親，且免徵遺產稅。

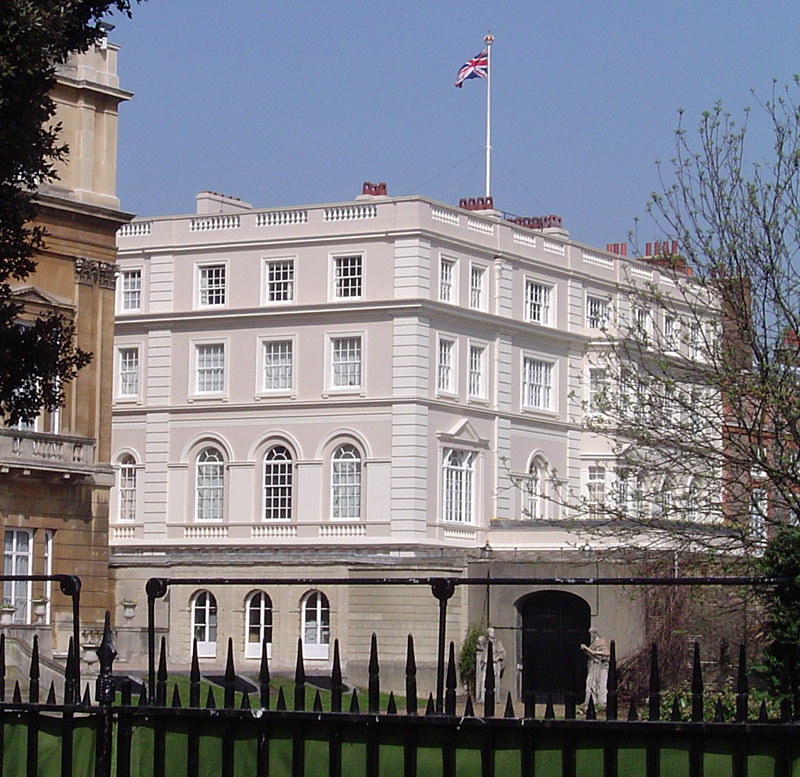
克拉倫斯宮，查理斯自2003年以來的倫敦住所

克拉倫斯宮原是伊利沙伯皇太后的住所，經610萬英鎊翻修後，自2003年起成為查理斯的官方倫敦居所。此前他與戴安娜共同居住於肯辛頓宮8號和9號公寓，後搬至聖詹姆士宮的約克府，該處直至2003年一直是其主要住所。格洛斯特郡的海格羅夫莊園由康瓦爾公國所有，1980年購入供查理斯使用，其年租金為33.6萬英鎊。自威廉成為康瓦爾公爵後，查理斯預計需每年支付70萬英鎊以繼續使用該房產。查理斯還在羅馬尼亞的布拉索夫縣維斯克里村附近擁有一處房產。 
作為威爾斯親王時，查理斯的主要收入來源為康瓦爾公國，該公國擁有133,658英畝（約54,090公頃）土地，包括農場、住宅及商業地產，以及投資組合。自1993年起，他根據於2013年更新《王室稅務備忘錄》（Memorandum of Understanding on Royal Taxation）自願繳稅。2012年12月，稅務海關總署被要求調查康瓦爾公國涉嫌避稅的行為。該公國亦出現在天堂文件中，這批涉及離岸投資的機密電子文件被泄露給德國《南德意志報》。

## 頭銜、稱號、荣誉、徽章

### 頭銜與稱號
查理斯在整個英聯邦擁有眾多頭銜與榮譽軍銜，是其統治國家中多個勳章的得主，並獲世界各地頒發的榮譽與獎項。在其每個王國，他擁有遵循相似格式的獨特頭銜：在聖露西亞為「聖露西亞國王及他其它王國及領地的國王」，在澳洲為「澳洲國王及他其它王國及領地的國王」等。作為王室屬地而非獨立王國的曼島，其頭銜為萌島領主。查理斯亦採用「信仰守護者」之稱號。  
在伊莉莎白二世統治期間，外界一直猜測查理斯即位時將選擇何種君主名號；他可能放棄「查理斯三世」而改用「喬治七世」或其他教名。據報導，他可能選用「喬治」以紀念祖父喬治六世，並避免與歷史上具爭議的「查理斯」君主產生聯想。。2005年，查理斯辦公室聲明尚未作出決定。其母逝世後數小時內，外界猜測持續發酵，直至卓慧思宣布且克拉倫斯宮確認其選擇「查理斯三世」為君主名號。 
查理斯於1976年退出現役後，2012年獲其母授予三軍最高榮譽軍銜：海軍元帥、陸軍元帥與空軍元帥。

### 紋章
擔任威爾斯親王期間，查理斯的紋章以英國皇家紋章為基礎，並添加白色標籤及威爾斯公國的小盾徽，頂部飾以王儲冠冕，並以格言「我服務」（德語：Ich dien）取代原來的「我權天授」（法語：Dieu et mon droit）。
查理斯繼位為國王後，承襲了英國與加拿大的皇家紋章。其皇家徽章設計於2022年9月27日公布，採用都鐸王冠圖樣而非聖愛德華王冠。英國紋章院表示，未來新製作的紋章、制服與王冠徽章將逐步改用都鐸王冠樣式。

### 旗幟與皇家標誌

#### 王儲時期
查理斯作為威爾斯親王使用的旗幟因地區而異。其在英國本土的個人旗幟以英國皇家旗為基礎，參照其紋章設計差異化處理：添加三尖銀色標籤，中央綴有威爾斯公國紋章盾徽。此旗幟適用於威爾斯、蘇格蘭、康沃爾及加拿大以外的地區，當查理斯以英國武裝部隊相關官方身份活動時，則可在全英範圍使用。
威爾斯地區專用旗幟則基於威爾斯皇家徽章設計。在蘇格蘭，1974至2022年間使用的個人旗幟融合三項古老蘇格蘭頭銜元素：羅斯西公爵（蘇格蘭國王繼承人）、蘇格蘭王室總管與群島領主。康沃爾地區旗幟採用康沃爾公爵紋章。
2011年，加拿大紋章管理局為威爾斯親王設計加拿大專用紋章旗，以加拿大國徽盾徽為主體，中央疊加藍底金邊的威爾斯親王羽毛徽章圓環（外圍環繞金色楓葉花環），並附三尖白色標籤。

#### 君主時期
英國皇家旗用於代表國王在英國境內及海外正式訪問（澳大利亞與加拿大除外）。該旗自1702年起由歷代英國君主沿用，為未經差異化處理的皇家紋章旗幟形態。加拿大皇家旗則供國王在加拿大境內及代表加拿大海外出訪時使用，其設計為未經差異化的加拿大皇家紋章盾徽旗幟形態。

## 子女
| 名字                 | 出生日期      | 結婚          | 結婚          | 孩子                                                       |
| 名字                 | 出生日期      | 日期          | 配偶          | 孩子                                                       |
| -------------------- | ------------- | ------------- | ------------- | ---------------------------------------------------------- |
| 威爾斯親王威廉       | 1982年6月21日 | 2011年4月29日 | 凱薩琳·密道頓 | - 威尔士的乔治王子 - 威爾斯的夏洛特公主 - 威爾斯的路易王子 |
| 薩塞克斯公爵哈里王子 | 1984年9月15日 | 2018年5月19日 | 梅根·馬克爾   | - 薩塞克斯的亞契王子 - 薩塞克斯的莉莉贝特公主              |

## 祖先
|  |                                                            |  |  |  |  |  |  |  |  |  |  |  |  |  |  |  |
|  | 曾祖父：希腊国王乔治一世                                   |  |  |  |  |  |  |  |  |  |  |  |  |  |  |  |
|  |                                                            |  |  |  |  |  |  |  |  |  |  |  |  |  |  |  |
|  |                                                            |  |  |  |  |  |  |  |  |  |  |  |  |  |  |  |
|  | 祖父：希臘和丹麥的安德烈亞斯王子                           |  |  |  |  |  |  |  |  |  |  |  |  |  |  |  |
|  |                                                            |  |  |  |  |  |  |  |  |  |  |  |  |  |  |  |
|  |                                                            |  |  |  |  |  |  |  |  |  |  |  |  |  |  |  |
|  | 曾祖母：希腊王后奥尔加                                     |  |  |  |  |  |  |  |  |  |  |  |  |  |  |  |
|  |                                                            |  |  |  |  |  |  |  |  |  |  |  |  |  |  |  |
|  |                                                            |  |  |  |  |  |  |  |  |  |  |  |  |  |  |  |
|  | 父：爱丁堡公爵菲利普亲王                                   |  |  |  |  |  |  |  |  |  |  |  |  |  |  |  |
|  |                                                            |  |  |  |  |  |  |  |  |  |  |  |  |  |  |  |
|  |                                                            |  |  |  |  |  |  |  |  |  |  |  |  |  |  |  |
|  | 外曾祖父：米尔福德黑文侯爵路易·蒙巴頓                      |  |  |  |  |  |  |  |  |  |  |  |  |  |  |  |
|  |                                                            |  |  |  |  |  |  |  |  |  |  |  |  |  |  |  |
|  |                                                            |  |  |  |  |  |  |  |  |  |  |  |  |  |  |  |
|  | 祖母：巴滕貝格的愛麗絲公主                                 |  |  |  |  |  |  |  |  |  |  |  |  |  |  |  |
|  |                                                            |  |  |  |  |  |  |  |  |  |  |  |  |  |  |  |
|  |                                                            |  |  |  |  |  |  |  |  |  |  |  |  |  |  |  |
|  | 外曾祖母：侯爵夫人维多利亚郡主                             |  |  |  |  |  |  |  |  |  |  |  |  |  |  |  |
|  |                                                            |  |  |  |  |  |  |  |  |  |  |  |  |  |  |  |
|  |                                                            |  |  |  |  |  |  |  |  |  |  |  |  |  |  |  |
|  | 英國國王查爾斯三世                                         |  |  |  |  |  |  |  |  |  |  |  |  |  |  |  |
|  |                                                            |  |  |  |  |  |  |  |  |  |  |  |  |  |  |  |
|  |                                                            |  |  |  |  |  |  |  |  |  |  |  |  |  |  |  |
|  | 外曾祖父：英国国王乔治五世                                 |  |  |  |  |  |  |  |  |  |  |  |  |  |  |  |
|  |                                                            |  |  |  |  |  |  |  |  |  |  |  |  |  |  |  |
|  |                                                            |  |  |  |  |  |  |  |  |  |  |  |  |  |  |  |
|  | 外祖父：英国国王佐治六世                                   |  |  |  |  |  |  |  |  |  |  |  |  |  |  |  |
|  |                                                            |  |  |  |  |  |  |  |  |  |  |  |  |  |  |  |
|  |                                                            |  |  |  |  |  |  |  |  |  |  |  |  |  |  |  |
|  | 外曾祖母：英国王后玛丽                                     |  |  |  |  |  |  |  |  |  |  |  |  |  |  |  |
|  |                                                            |  |  |  |  |  |  |  |  |  |  |  |  |  |  |  |
|  |                                                            |  |  |  |  |  |  |  |  |  |  |  |  |  |  |  |
|  | 母：英国女王伊丽莎白二世                                   |  |  |  |  |  |  |  |  |  |  |  |  |  |  |  |
|  |                                                            |  |  |  |  |  |  |  |  |  |  |  |  |  |  |  |
|  |                                                            |  |  |  |  |  |  |  |  |  |  |  |  |  |  |  |
|  | 外曾祖父：第十四代斯特拉斯莫尔与金霍恩伯爵克勞德·鮑斯-雷昂 |  |  |  |  |  |  |  |  |  |  |  |  |  |  |  |
|  |                                                            |  |  |  |  |  |  |  |  |  |  |  |  |  |  |  |
|  |                                                            |  |  |  |  |  |  |  |  |  |  |  |  |  |  |  |
|  | 外祖母：英国王后伊丽莎白·鲍斯-莱昂                         |  |  |  |  |  |  |  |  |  |  |  |  |  |  |  |
|  |                                                            |  |  |  |  |  |  |  |  |  |  |  |  |  |  |  |
|  |                                                            |  |  |  |  |  |  |  |  |  |  |  |  |  |  |  |
|  | 外曾祖母：伯爵夫人塞西莉亚                                 |  |  |  |  |  |  |  |  |  |  |  |  |  |  |  |
|  |                                                            |  |  |  |  |  |  |  |  |  |  |  |  |  |  |  |
|  |                                                            |  |  |  |  |  |  |  |  |  |  |  |  |  |  |  |

## 备注
1. ↑  此為英聯邦政府首腦授予的禮儀性非世襲頭銜，象徵英聯邦國家間的自願聯合。查爾斯在2018年英聯邦政府首腦會議上獲選接替伊莉莎白二世擔任此職[1]。
2. ↑  作為在位君主，查爾斯通常不使用姓氏，但必要時會使用蒙巴頓-溫莎[2]。
3. ↑  作為君主，查爾斯同時擔任英格蘭教會最高領袖，並為蘇格蘭教會成員。
4. ↑  又译查理三世
5. ↑  其他14個大英國協王國分別為：安地卡及巴布達、澳大利亞、巴哈馬、貝里斯、加拿大、格瑞那達、牙買加、紐西蘭、巴布亞紐幾內亞、聖克里斯多福及尼維斯、聖露西亞、聖文森及格瑞那丁、索羅門群島及吐瓦魯。
6. ↑  該基金會在其繼位後更名為「國王信託基金（英语：King's Trust）」。
7. ↑  據報導，「查爾斯」之名源自其教父挪威國王哈康七世（丹麥卡爾王子），伊丽莎白二世稱其為「查爾斯叔叔」[6]。
8. ↑  查爾斯王子的教父母包括：喬治六世（外祖父）；挪威國王哈康七世（遠房親戚，由阿瑟隆伯爵代行）；瑪麗太后（外曾祖母）；瑪嘉烈公主（姨母）；希臘和丹麥的喬治王子（父系叔祖父，由愛丁堡公爵代行）；米爾福德港侯爵夫人（曾祖母）；第二代緬甸的蒙巴頓女伯爵帕特里西婭·納奇布爾（英语：Patricia Knatchbull, 2nd Countess Mountbatten of Burma）（表姨母）；以及大衛·鮑斯-萊昂（舅公）[7]。
9. ↑  蒙巴頓勳爵曾擔任末代印度副王及總督及首任印度總督。
10. ↑  作為佩吉特行動的一部分
11. ↑  2023年更名為「皇家鄉村基金」
12. ↑  定期前往埃文河畔史特拉福觀劇、支持籌款活動並出席年度會議。
13. ↑  因通過議會新立法程序冗長且易引發爭議
14. ↑  倫敦的第一份日報《每日新聞報（英语：The Daily Courant）》於1702年出版。
15. ↑  即斯圖亞特王朝的查理斯一世（遭處決）與查理斯二世（以荒淫聞名）。查尔斯·爱德华·斯图亚特作為斯圖亞特王位覬覦者，曾被詹姆斯黨支持者稱為「查理斯三世」[314]。